# Tony Parker
Pour les articles homonymes, voir Parker et TP.
Tony Parker surnommé TP, de son vrai nom William Anthony Parker II, né le 17 mai 1982 à Bruges (Belgique), est un joueur de basket-ball international franco-américain. Il a évolué au poste de meneur jusqu'à la fin de sa carrière professionnelle en 2019. Il est, par ses statistiques et son palmarès, considéré comme le meilleur basketteur français de tous les temps.
Formé au Centre fédéral, Tony Parker commence sa carrière au Paris Basket Racing en 1999. Il est drafté en 28e position en 2001 par l'équipe des Spurs de San Antonio avec laquelle il reste dix-sept saisons, jusqu'en 2018. Il remporte quatre titres de champion NBA avec les Spurs (2003, 2005, 2007 et 2014), formant avec Manu Ginóbili et Tim Duncan un des trios les plus performants de l'histoire de la ligue professionnelle nord-américaine, surnommé le Big Three. 
Il est sélectionné à six reprises pour le NBA All-Star Game, qui récompense les meilleurs joueurs de la ligue et est élu MVP des finales NBA en 2007 devenant le premier français à rencontrer ce succès aux États-Unis. Il achève sa carrière en club en 2019 après une saison aux Hornets de Charlotte. Son maillot no 9 est retiré par les Spurs de San Antonio pour saluer les succès accumulés au cours de ses dix-sept années de carrière au sein du club texan.
International français dès 2000, Parker mène la France au titre européen au championnat d'Europe 2013, premier de l'histoire des Bleus, dont il finit également « meilleur joueur » (MVP) et meilleur marqueur. Meilleur marqueur (avant d'être dépassé en 2017 par l'espagnol Pau Gasol) et meilleur passeur de la compétition continentale, il décroche également deux médailles de bronze lors de l'Euro 2005 et 2015. Il échoue toutefois en quart-de-finale des Jeux Olympiques en 2012 puis 2016, édition à l'issue de laquelle il prend sa retraite internationale. 
Après sa retraite de joueur, Tony Parker continue ses apparitions médiatiques et poursuit une carrière de dirigeant. Il est président et actionnaire majoritaire du club français de l'ASVEL Lyon-Villeurbanne depuis 2014 et du club féminin du Lyon-ASVEL depuis 2017, obtenant plusieurs titres de champion de France sous sa direction. 

## Biographie

### Jeunesse

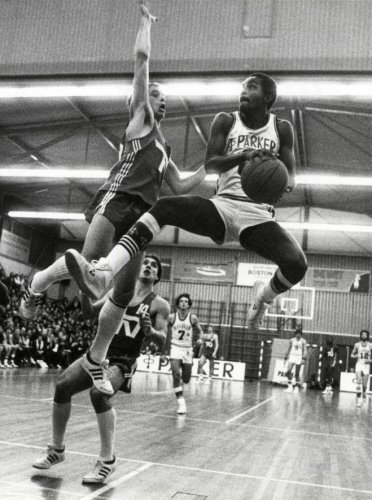
Tony Parker Sr, père de Tony Parker, effectue l'essentiel de sa carrière professionnelle aux Pays-Bas, en Belgique et en France (ici avec le ZZ Leiden en 1980).

William Anthony Parker II naît le 17 mai 1982 à Bruges dans la province de Flandre-Occidentale, en Belgique. Son père, également appelé Tony Parker, est un joueur de basket-ball américain et sa mère, Pamela Firestone, est un mannequin néerlandais, devenue par la suite naturopathe. Il a deux frères, Pierre et Terence. À la naissance de Tony Parker, son père évolue à Bruges, puis les dirigeants de l'AS Denain lui proposent d'effectuer un essai de quinze jours au sein du club, alors que Tony est âgé de trois ans. Il est alors conservé par Jean-Pierre Staelens et Jean Degros, entraîneurs de l'équipe, contre l'avis des dirigeants du club français.
Le jeune Tony Parker, qui est droitier, signe sa première licence à Fécamp (1992-1993). Il suit un cursus à horaires aménagés au collège Jean-Baptiste-de-La-Salle à Rouen. Il joue notamment à Déville-lès-Rouen (1993-1996), puis à Mont-Saint-Aignan (1996-1997), terminant la saison avec une moyenne de 33 points et 8 passes décisives. C'est à cette époque qu'il choisit d'acquérir la nationalité française, à l'âge de 15 ans. Il intègre le club de l'INSEP lors de la saison 1997-1998. L'équipe termine la saison à la cinquième place (16 victoires - 14 défaites) et Parker réalise des moyennes de 14,7 points et 5,6 passes, puis s'impose comme l'un des meilleurs meneurs de jeu de Nationale 1 la saison suivante avec 22,1 points (meilleur marqueur français) et 6,5 passes décisives à seulement 17 ans, mais son équipe ne finit qu'à la 14e place (10 victoires - 20 défaites). Il dispute 59 rencontres avec l'INSEP. Il signe dans la foulée son premier contrat professionnel avec le PSG Racing.

### Débuts professionnels
Il commence sa carrière professionnelle au PSG Racing lors de la saison 1999-2000 en ayant un rôle minime dans l'effectif parisien où il évolue dans l'ombre de Laurent Sciarra. C'est une saison d'apprentissage et d'adaptation au monde professionnel pour lui. L'équipe finit à la 8e place en saison régulière et est éliminée au premier tour des play-offs par l'ASVEL Lyon-Villeurbanne en trois matchs.
Il songe alors à rejoindre la NCAA et intégrer l'équipe des Yellow Jackets de Georgia Tech. Il se fait connaître aux États-Unis lors du Nike Hoop Summit en 2000 à Indianapolis, événement annuel où les meilleurs jeunes basketteurs américains affrontent les meilleurs espoirs du reste du monde devant tous les observateurs du monde du basket américain, en compilant 20 points, 7 passes décisives, 2 rebonds et 2 interceptions.
Cependant, l'arrivée d'un nouvel entraîneur, Ron Stewart, le persuade de rester une saison de plus dans le championnat de France. Le club change de nom et devient le Paris Basket Racing, Parker devient le meneur titulaire à la suite du départ de Laurent Sciarra lors de la saison 2000-2001. L'équipe termine à la 8e place de la saison régulière et se qualifie pour les play-offs, mais est à nouveau éliminée dès le premier tour face à l'ASVEL. C'est à l'issue de cette saison qu'il décide de se présenter, à 19 ans, à la draft 2001 qui a lieu le 27 juin 2001.

### Carrière en NBA

#### 2001–2006
Parker joue de 2001 à 2018 pour les Spurs de San Antonio en NBA (qui l'ont sélectionné en 28e place de la draft 2001) sous la conduite de l'entraîneur Gregg Popovich. Il porte le numéro 9, comme son parrain, Jean-Pierre Staelens, aujourd'hui décédé, mais également comme Michael Jordan au sein de la Dream Team aux Jeux olympiques d'été de Barcelone en 1992.

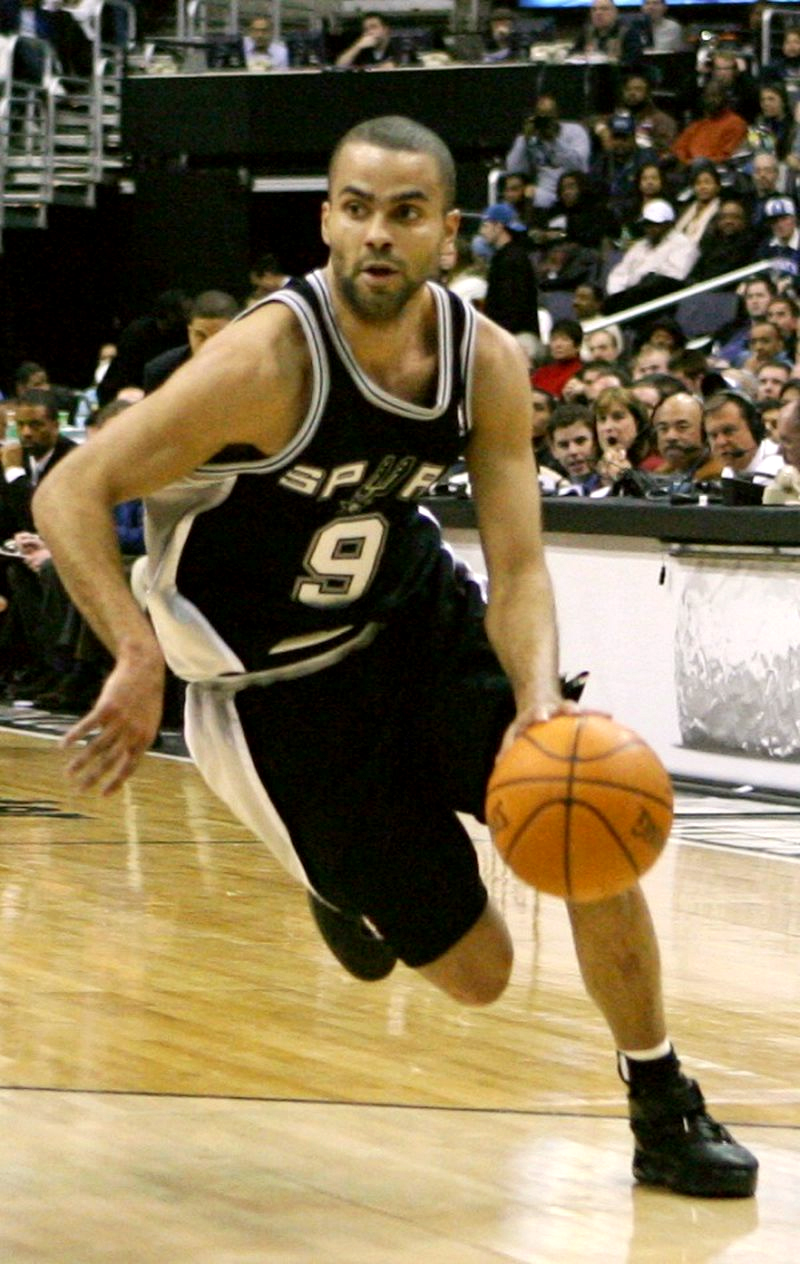
Tony Parker, sous le maillot des Spurs de San Antonio (2007).

Il joue le premier match de sa carrière en NBA face aux Clippers de Los Angeles le 30 octobre 2001 où il inscrit 9 points, 3 rebonds, 3 passes décisives en 21 minutes de temps de jeu. Il devait effectuer sa première saison en tant que remplaçant derrière Antonio Daniels, mais s'impose très vite et intègre le 5 majeur dès le cinquième match de la saison face au Magic d'Orlando, le 6 novembre 2001, en inscrivant 12 points, 4 passes décisives, 3 rebonds en 32 minutes, devenant ainsi le plus jeune meneur de jeu titulaire de l'histoire de la NBA. Gregg Popovich, malgré quelques doutes au départ, entrevoit son potentiel et commence à lui faire confiance tout en se montrant exigeant avec TP pour l'amener au plus haut niveau. Il dispute 77 rencontres en saison régulière pour son année rookie. Les Spurs arrivent en demi-finales de la Conférence Ouest en 2002 où ils sont éliminés par les futurs champions, les Lakers de Los Angeles (4-1). Il est nommé dans la All-Rookie First Team.
Il connaît la consécration dès la saison suivante en 2003 en devenant le premier Français champion de NBA avec les Spurs de San Antonio à tout juste 21 ans. Les Spurs battent les Nets du New Jersey en finale par 4 victoires à 2. Il est sélectionné dans l'équipe des joueurs de deuxième année lors du Rookie Challenge du NBA All-Star Week-end. À la fin de l'année, il est élu « champion des champions français » par le journal L'Équipe.
En 2004, il renouvelle son contrat avec les Spurs pour 66 millions de dollars sur 6 ans, devenant le sportif français le mieux payé. Cette année-là, les Spurs sont éliminés en demi-finales de conférence par les Lakers de Los Angeles (4-2). En 2005, il remporte un deuxième titre en NBA avec les Spurs qui battent en finale les Pistons de Détroit 4 victoires à 3. Même si ses statistiques individuelles sont en hausse dans la plupart des catégories durant la saison régulière et en play-offs jusqu'en finale, il est dominé en finale par Chauncey Billups, le meilleur joueur des finales de NBA 2004. Il reste tout de même le troisième meilleur marqueur de l'équipe en finale avec près de 15 points de moyenne.
En 2006, les entraîneurs de la NBA le choisissent dans l'équipe de la conférence Ouest pour le All-Star Game. C'est le premier Français à être choisi. Par ailleurs, il participe au Shooting Stars Competition avec Steve Kerr et Kendra Wecker, épreuve du NBA All-Star Week-end regroupant trois joueurs de chaque équipe sélectionnée (une vedette actuelle, une ancienne vedette et une vedette féminine) et permet à San Antonio de l'emporter en inscrivant le dernier tir du milieu du terrain lors de sa première tentative. Mais les Spurs de San Antonio ne réussissent pas à conserver leur titre, éliminés par les Mavericks de Dallas en demi-finales de conférence 4 victoires à 3.

#### 2007–2011
En 2007, il participe à nouveau au All-Star Game grâce au choix des entraîneurs et surtout il remporte un troisième titre en NBA aux dépens des Cavaliers de Cleveland battus 4-0 en finale. Avec trois bagues de champion à 25 ans, Parker devient le plus jeune joueur européen à acquérir ce palmarès. Il devient le premier Européen à remporter le titre de meilleur joueur des finales de NBA et termine meilleur marqueur avec une moyenne de 24,5 points par match.

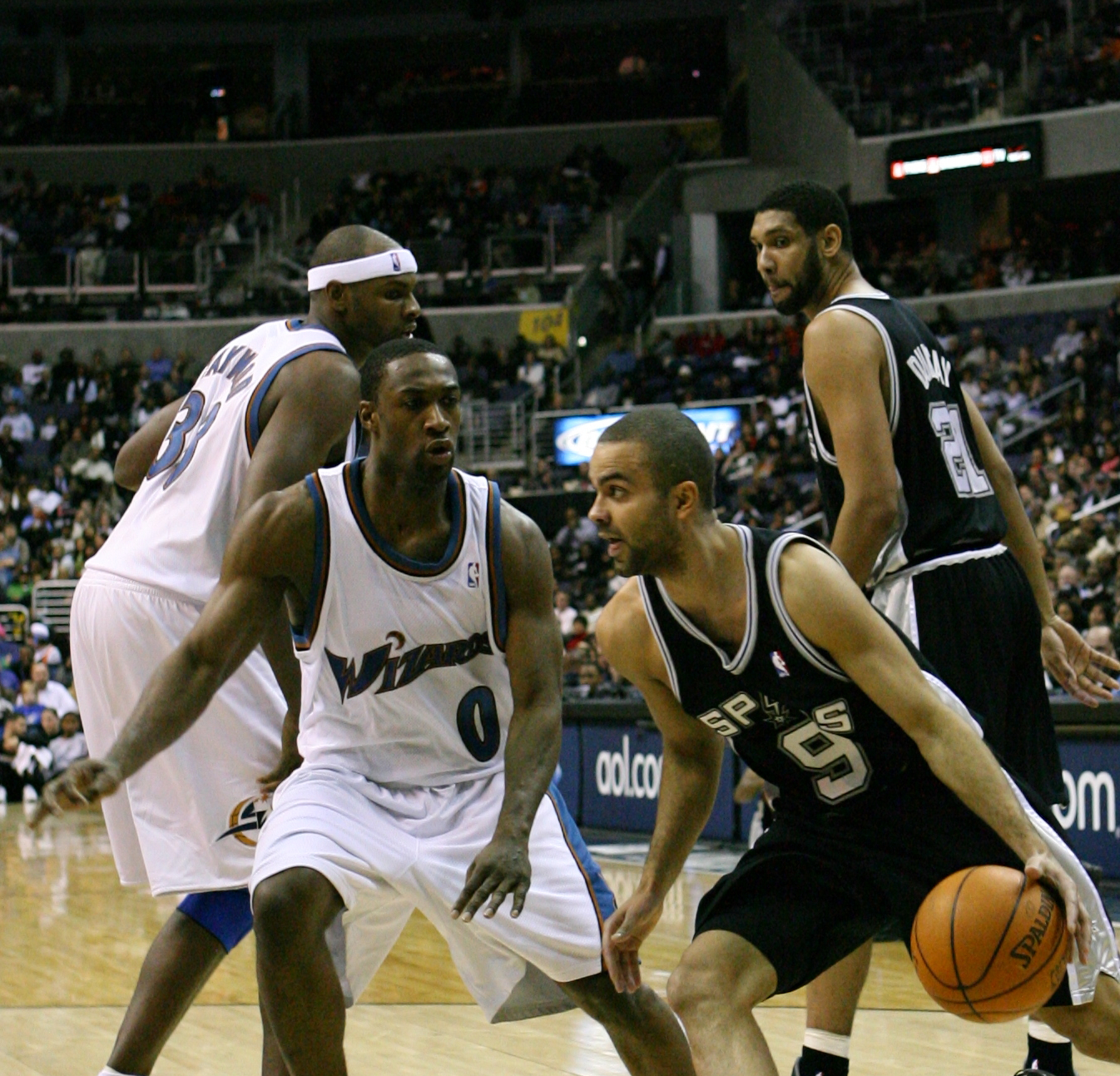
Tony Parker face au meneur des Wizards de Washington Gilbert Arenas lors de la saison 2007-2008.

Après deux participations consécutives en 2006 et en 2007, il n'est pas sélectionné pour le All-Star Game 2008, à cause d'une blessure à la cheville, qui l'éloigne des parquets durant trois semaines au cours du mois de février. Les Spurs terminent au 3e rang de la Conférence Ouest et à la deuxième place de la Southwest Division de la saison 2007-2008. Ils affrontent lors du premier tour des playoffs les Suns de Phoenix. Alors que les observateurs s'attendaient à une série très serrée, les Spurs se qualifient facilement en battant les Suns, 4 victoires à 1, Parker étant décisif sur cette confrontation. Après le premier match où il inscrit 26 points, puis le deuxième où il en inscrit 32, il réalise un match exceptionnel lors de la troisième opposition en inscrivant 41 points, en plus de 12 passes décisives. Les Spurs rencontrent en demi-finales de Conférence Ouest les Hornets de La Nouvelle-Orléans. La série est très accrochée, chaque équipe s'imposant largement sur son terrain, les Spurs remportent finalement la série au septième match, à l'extérieur avec 17 points de Parker dont un panier important dans les ultimes secondes. Les Lakers du MVP Kobe Bryant, premiers de la saison régulière dans la Conférence Ouest, vont affronter San Antonio. Comme en 2002 et 2004, San Antonio est éliminé en playoffs par les Lakers, 4 à 1. Parker réalise les meilleurs playoffs de sa carrière d'un point de vue statistique avec une moyenne de 22,7 points et 6,1 passes décisives par match.
Le 5 novembre 2008, dans un match en double prolongation contre l'équipe des Timberwolves du Minnesota, Tony Parker réussit la meilleure performance offensive de sa carrière NBA en marquant 55 points, en distribuant 10 passes décisives et en attrapant 7 rebonds en 50 minutes de temps de jeu. Il est seulement le deuxième joueur de l'histoire de la NBA à avoir inscrit au moins 55 points, donné 10 passes décisives et pris 5 rebonds, après Oscar Robertson en 1964. Le dernier joueur à avoir compilé au moins 55 points et 10 passes décisives était Michael Jordan en 1993. Il devient aussi le joueur qui a marqué le plus de points face aux Timberwolves (le précédent record datait de 1994 et appartenait à Shaquille O'Neal avec 53 points). Les Spurs en profitent pour remporter leur premier match de la saison après trois défaites consécutives. Deux jours plus tard, il se blesse à la cheville gauche à la fin du premier quart-temps lors d'un match face à Miami, alors qu'il était le meilleur marqueur de la ligue avec 33,4 points de moyenne. Il effectue son retour le 28 novembre lors d'un match à domicile face aux Grizzlies de Memphis, inscrivant 15 points et donnant 7 passes décisives en 16 minutes de temps de jeu.

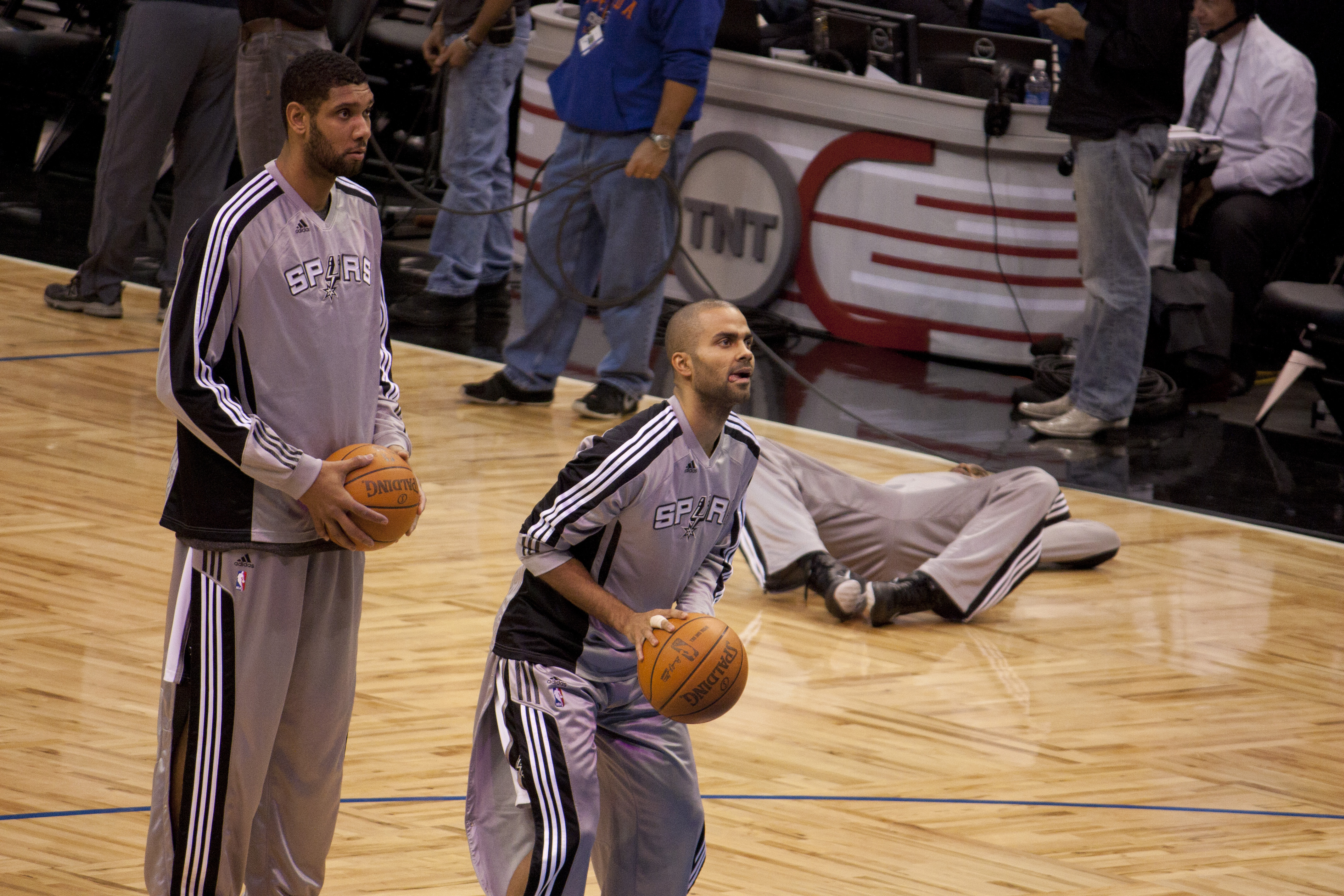
Tony Parker et son coéquipier Tim Duncan à l'entraînement avant un match contre le Magic d'Orlando (2010).

Il continue la saison sur cette lancée, avec des statistiques de 20,4 points et 6,6 passes décisives après 35 matchs, ce qui lui permet d'obtenir sa 3e sélection pour le All-Star Game. Il a été désigné remplaçant dans l'équipe de l'Ouest par le vote des entraîneurs. Il participe pour la deuxième fois au Skills Challenge, le concours d'agilité, après 2003, terminant à la 4e et dernière place du concours. Aux côtés de Shaquille O'Neal et Kobe Bryant, les co-MVP de la rencontre, il remporte avec l'équipe de l'Ouest le All-Star Game 146 à 119. Parker se met en valeur en inscrivant 14 points à 7/11 aux tirs, ainsi que 4 passes décisives et 4 rebonds en 20 minutes de temps de jeu. En février, il enchaîne un match à 37 points, 12 passes et 5 rebonds face à Dallas le 24 février et un match à 39 points, 9 passes et 5 rebonds, le lendemain face à Portland. Il est élu joueur de la semaine de la Conférence Ouest pour la deuxième fois de la saison : lors de la semaine du lundi 23 au dimanche 29 mars, il enregistre une moyenne de 27,5 points et 8,3 passes décisives en quatre matchs, dont trois victoires pour les Spurs. Lors de cette semaine, il réalise notamment une performance à 42 points et 10 passes contre Atlanta le 25 mars, soit la deuxième meilleure performance offensive de sa carrière. En outre, les 20 points inscrits le dimanche 30 mars face aux Hornets de la Nouvelle-Orléans lui permettent de franchir la barre symbolique des 10 000 points inscrits en saison régulière en 603 matchs. Lors du premier tour des playoffs, les Spurs affrontent les Mavericks de Dallas. Parker bat son record de points en playoffs lors de la quatrième manche avec 43 points, dont 31 inscrits en première mi-temps, égalant ainsi le record de points inscrits en une mi-temps par un joueur des Spurs, détenu par George Gervin. En dépit des performances statistiques de Parker, les meilleures de sa carrière en playoffs (28,6 points à 54,6 % de réussite aux tirs et 6,8 passes décisives), les Spurs sont éliminés dès le premier tour, une première depuis 2000. Il est élu dans la All-NBA Third Team pour la saison 2008-2009.
La saison 2009-2010 est perturbée par les blessures pour Parker. Il est touché à la cheville gauche quelques jours après le début de la saison, le 6 novembre contre les Blazers puis de nouveau à cette même cheville le 28 janvier contre les Hawks. Il se blesse à la main droite à l'issue d'un match à Memphis le 7 mars. Les Spurs terminent la saison régulière à la 7e place. Tony Parker revient pour les playoffs, mais n'est titulaire que deux fois sur les dix matchs de ces séries éliminatoires. Après avoir éliminé les Mavericks lors du premier tour, les Spurs sont éliminés par les Suns de Phoenix lors des demi-finales de la Conférence Ouest en quatre matchs secs. Le 13 mai 2010, Tony Parker annonce sur son site officiel qu'il ne participera pas au championnat du monde. À la suite de ses nombreuses blessures au cours de la saison et du fait qu'il entame sa dernière année de contrat avec les Spurs, Parker choisit de faire une pause au cours de l'été 2010.

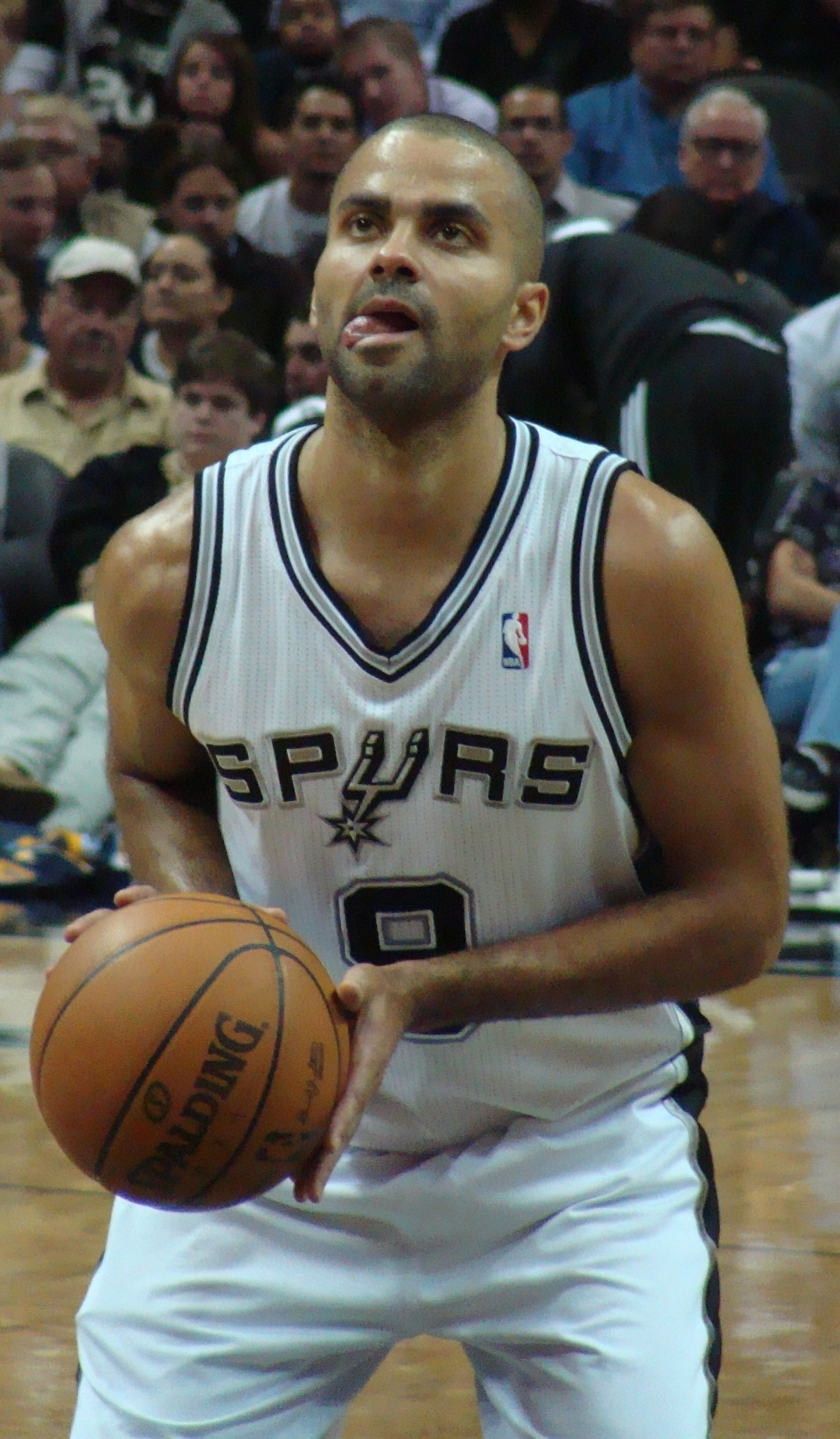
Tony Parker tentant un lancer-franc lors d'un match contre les Nuggets de Denver (2010).

Le 30 octobre 2010, il annonce la signature d'une prolongation de son contrat avec les Spurs pour quatre années supplémentaires et 50 millions de dollars. Il est ainsi lié à San Antonio jusqu'en 2015. Les Spurs finissent premiers de la conférence Ouest lors de la saison 2010-2011 (61 victoires contre 21 défaites) mais sont éliminés dès le premier tour des playoffs 2011 par les Grizzlies de Memphis (4-2).

#### Pige à l'ASVEL
Le 5 octobre 2011, en raison du lock-out en NBA, il s'engage avec l'ASVEL pour 1 500 euros par mois. Il paye lui-même l'assurance, estimée à 190 000 euros pour trois mois, pour pouvoir jouer en France. Il dispute son premier match avec l'ASVEL lors de la deuxième journée du championnat contre Paris-Levallois. Son équipe l'emporte 75-73, Tony Parker inscrit 21 points et délivre 6 passes au cours de la rencontre. Parker est élu joueur du mois d'octobre 2011 de la Pro A. Sur les trois rencontres disputées dans le mois, il marque en moyenne 19,3 points et fait 5,3 passes décisives. Le 26 novembre 2011 après l'annonce d'un accord de principe mettant fin au lock-out en NBA, il annonce qu'il a joué son dernier match avec l'ASVEL à l'occasion de la victoire de son club à Strasbourg (80-74),.
Durant cette période passée sous le maillot de l'ASVEL, Tony Parker dispute un total de sept matchs en championnat de France, pour des statistiques de 142 points, 34 rebonds et 44 passes, soit des moyennes de 20,3 points, 4,9 rebonds et 6,3 passes. il dispute également une rencontre européenne en EuroCoupe : ses statistiques sur ce match, 34 points avec 8 sur 15 à deux points et 3 sur 4 à trois points, 9 sur 10 aux lancers-francs, 5 rebonds et 5 passes lui valent d'être désigné meilleur joueur de cette première journée de la compétition.

#### Reprise aux Spurs de San Antonio
Tony Parker dispute son premier match de la saison 2011-2012 le 26 décembre 2011 face aux Grizzlies de Memphis. Les Spurs l'emportent 95-82 face à l'équipe qui les avait éliminé des playoffs la saison précédente. Le 23 janvier 2012, lors de la victoire de San Antonio à Charlotte (104-102) il signe, avec 20 points et 17 passes, son deuxième double-double en trois jours et bat son record de passes en match. Le 4 février 2012, lors de la victoire des Spurs face au Thunder d'Oklahoma City (107-96), il inscrit 42 points, son meilleur total depuis 2009 et distribue 9 passes décisives. Grâce à cette performance, il devient le meilleur passeur de l'histoire de la franchise des Spurs de San Antonio en battant le record détenu par Avery Johnson. À la suite de ses bonnes prestations, il est élu meilleur joueur de la semaine de la Conférence Ouest pour les matches joués entre le 30 janvier et le 5 février,.
Le 9 février 2012, il est sélectionné parmi les sept remplaçants de la Conférence Ouest pour le All Star Game de la NBA. Il remporte le Skills Challenge, le concours d'agilité, en battant en finale Rajon Rondo et Deron Williams. Le 12 mai 2012, il est classé cinquième à l'issue du vote pour le titre de NBA Most Valuable Player de la saison 2011-2012. Il est nommé dans la All-NBA Second Team. Les Spurs finissent la saison régulière avec le meilleur bilan de la Conférence Ouest pour la deuxième année consécutive et le meilleur bilan de la ligue ex-æquo avec les Bulls de Chicago. Ils réussissent par ailleurs leur 13e saison consécutive avec au moins 50 victoires en saison régulière, malgré le lockout. Les Spurs sont éliminés en finale de la Conférence Ouest lors des playoffs par le Thunder d'Oklahoma City 4 manches à 2. Le 10 décembre 2012, il réalise son premier triple-double (27 points, 12 rebonds, 12 passes) lors de la victoire en prolongation 134 à 126 contre Houston. Auteur d'une très bonne saison malgré une blessure à la cheville en fin d'exercice, il termine 6e du vote pour le MVP. Il est également présent dans le All-NBA Second Team pour la seconde fois de sa carrière.
Durant les playoffs, les Spurs rencontrent les Lakers de Los Angeles au premier tour. Privés de Kobe Bryant, les Lakers sont battus 4-0. Les Spurs affrontent les Warriors du Golden State menés par Stephen Curry dans la série suivante. Les Spurs parviennent à l'emporter 4-2, grâce à un bon Tony Parker et un excellent Tim Duncan. En finale de la conférence ouest, les Spurs affrontent les Grizzlies de Memphis, qui sont dépassés par un très bon collectif des Texans. Lors du quatrième et dernier match, le 28 mai 2013, Parker marque 37 points à plus de 70 % au tir et fait 6 passes décisives. San Antonio devient une nouvelle fois champion de sa conférence. Le 6 juin 2013, lors de l'ouverture des finales NBA à Miami, il inscrit, dans les dernières secondes, un panier très difficile qui donne la victoire aux siens face au Heat de Miami. À la fin du match 6, alors que les Spurs mènent 3-2 dans ces finales, ils prennent un avantage de 5 points dans les 40 dernières secondes. Le titre leur semble acquis, mais LeBron James tout d'abord, puis Ray Allen (après un lancer franc sur deux réussi par Kawhi Leonard) ramènent Miami dans le match grâce à 2 paniers à 3 points. Les Spurs s'inclinent en prolongation. Lors du 7e et dernier match, le Heat s'impose sur son parquet 95-88. LeBron James est élu MVP des finales pour la deuxième année consécutive.

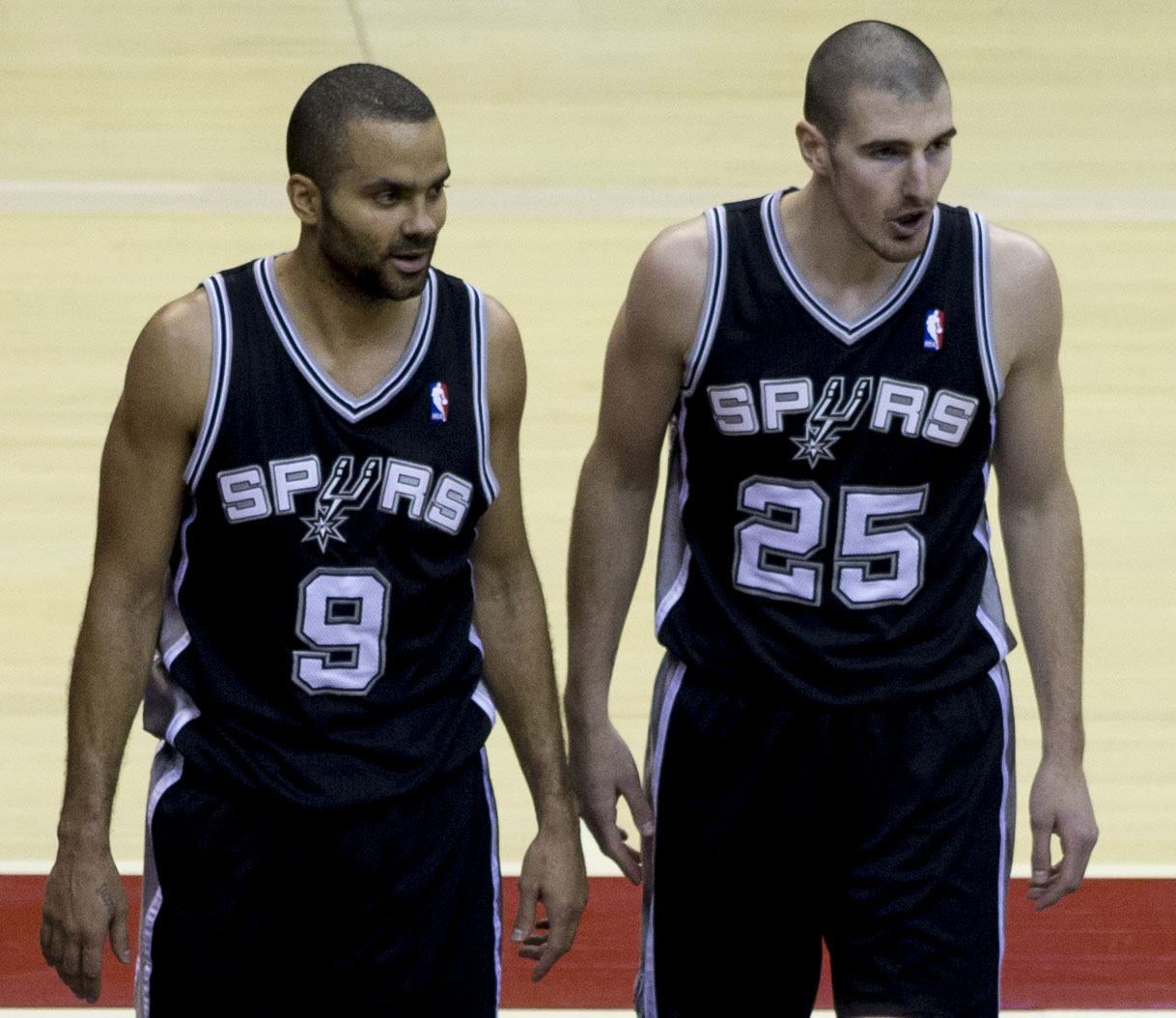
Tony Parker et son coéquipier Nando de Colo des Spurs de San Antonio lors d'un match contre les Wizards de Washington (2014).

Le 6 novembre 2013, face aux Suns de Phoenix, lors de son 5e match de la saison 2013-2014, Tony Parker inscrit son 15 000e point en saison régulière de NBA (15 015 à l'issue du match). Il devient ainsi le 4e joueur européen à atteindre ce palier après Detlef Schrempf, Dirk Nowitzki et Pau Gasol. Le 19 décembre 2013, il est élu, 10 ans après son premier titre, « Champion des champions français » par L'Équipe grâce à son excellente saison avec les Spurs, qui lui a permis d'être 5e au vote du MVP, de disputer les finales NBA face à Miami, et surtout, grâce à son titre européen avec la France obtenu en septembre 2013.
Le 30 janvier 2014, Parker est choisi par les entraîneurs pour participer pour la 6e fois au All-Star Game qui a lieu le 16 février à La Nouvelle-Orléans. Le 12 février, souffrant du dos, il est mis au repos pour le match face aux Celtics de Boston. Le 16 février, il participe au All-Star Game et désireux de ne pas jouer longtemps, il termine le match avec 4 points, 2 rebonds et une passe décisive en 11 minutes de jeu. À cause de divers problèmes, il ne participe pas au match du 18 février contre les Clippers de Los Angeles. Son retour est annoncé le 2 mars pour le match contre les Mavericks de Dallas. Cette nuit-là, pour son retour, il contribue à la victoire des siens 112 à 106 en inscrivant 22 points (à 10 sur 15 aux tirs) et distribuant 7 passes décisives. En mai 2014, Parker devient avec Tim Duncan et Manu Ginóbili le trio de joueurs ayant remporté ensemble le plus de rencontres de playoffs, devançant le trio des Lakers formé par Magic Johnson, Michael Cooper et Kareem Abdul-Jabbar (cependant, le trio des Lakers a établi ce précédent record de 110 victoires à une époque où les séries de playoffs comptaient moins de rencontres). Le 20 mai 2014, il devient le 10e meilleur passeur de l'histoire des playoffs NBA, avec un total de 994 passes décisives. En battant le Thunder d'Oklahoma City lors du match 6 de la finale de Conférence Est (112-107 a.p.), San Antonio atteint les Finales NBA pour la deuxième fois d'affilée, une première dans l'histoire des Spurs. Ils gagnent la finale par quatre victoires à une contre le Heat de Miami, Tony Parker remportant donc son quatrième titre NBA. Il prolonge son contrat jusqu'en 2016 avec des options jusque juin 2018, comme Boris Diaw, même si ce dernier a des « team options » en 2016-2017 et 2017-2018, pour un montant de 43,3 millions de dollars sur ce contrat de trois ans après en avoir été payé 12,5 en 2014-2015,.

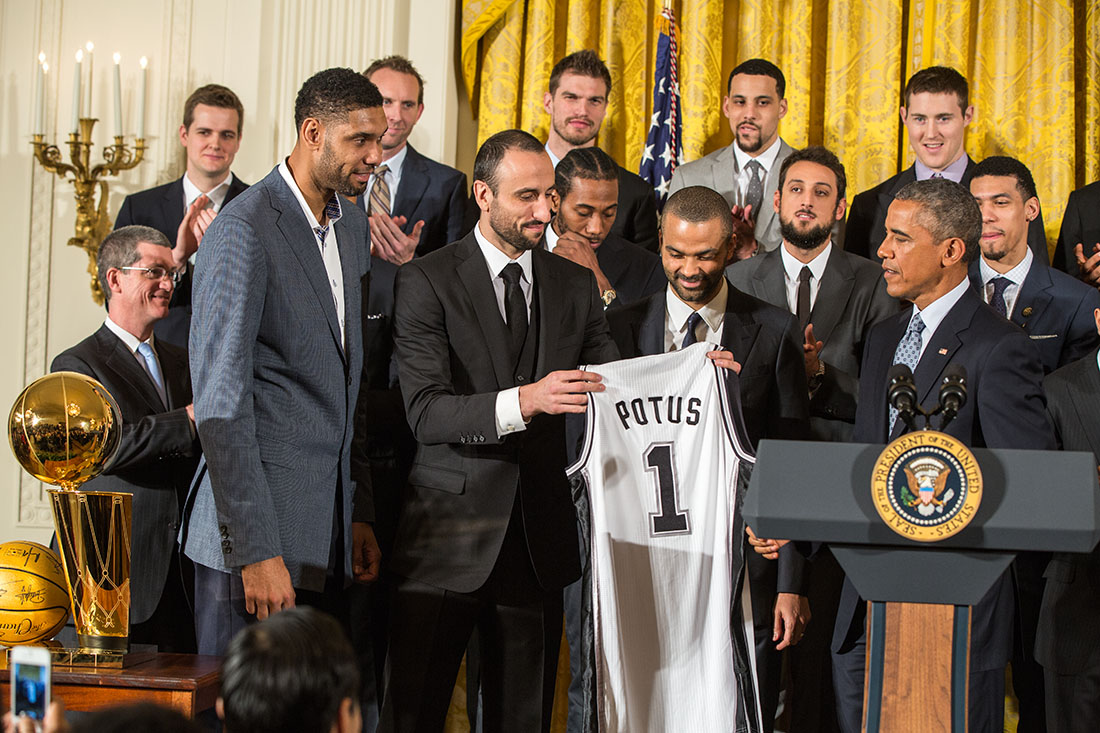
Tim Duncan, Manu Ginóbili et Tony Parker avec le président Barack Obama à la Maison-Blanche (2015).

Le 31 mars 2015, avec la victoire des Spurs à Miami (95-81), Tony Parker dispute, à 32 ans, son 1000e match de saison régulière en quatorze saisons, plus vite qu'aucun autre joueur, et cela avec le meilleur ratio de succès, puisqu'il totalise 718 victoires. Les Spurs qualifiés en play-offs, il devient le 2 mai le sixième meilleur passeur de l'histoire des play-offs avec 1 043 passes décisives, surpassant Kobe Bryant et Scottie Pippen, bien que talonné par LeBron James et le dixième meilleur marqueur avec 3 781 points cumulés dépassant Hakeem Olajuwon (3755 points) et John Havlicek (3776). Au terme d'une série très disputée en 7 manches, les Spurs sont battus au premier tour des playoffs par les Clippers de Los Angeles.
Après un Euro 2015 difficile, il retrouve son niveau de jeu pour la saison 2015-2016. Cependant, il s'astreint à une préparation spécifique à son âge et son ambition de jouer jusqu'à 40 ans : « Je dois venir une heure avant l’entraînement pour mes échauffements, différentes choses que le staff me fait faire. Je dois comprendre que je n’ai plus 25 ans. La réalité est que si je veux jouer au niveau où j’étais plus jeune, je dois prendre plus de temps, faire plus de sacrifices. Je ferai n’importe quoi pour revenir à un niveau de champion […]  Je progresse d’année en année. La saison dernière, j’ai fait ma meilleure saison en tournant à 43 %. » Une évolution confirmée par ses coéquipiers Patty Mills « Je pense qu’il est devenu un meneur plus complet, pas seulement un scoreur. Un général des parquets » et Manu Ginóbili « Il y a des matchs où il marquera 20 points et d’autres, non. Quand il donne le ton et implique tout le monde, nous sommes une bien meilleure équipe ». En février 2016, les Spurs sont sur les bases de leur meilleure saison avec un Tony Parker aux statistiques en baisse (12,5 points et 5,1 passes de moyenne), mais avec une réussite élevée (51,4 % aux tirs, dont 42,9 % à trois points) et seulement 1,7 perte de balle par match, témoignant d'un rôle où il sert d'abord LaMarcus Aldridge et Kawhi Leonard : « Ma première carrière, j’étais derrière Timmy et Manu, comme troisième option. J’essayais de progresser en tant que joueur et en tant que meneur. En 2011, Pop m’a donné les clés et ça a été mon équipe pendant quatre ou cinq ans. Maintenant, je suis de nouveau la troisième option, plutôt un distributeur et un défenseur ». En l'absence de Kawhi Leonard blessé fin février, il finit trois fois meilleur marqueur des Spurs pour autant de victoires, montrant sa capacité à élever ses performances personnelles quand cela est requis.
Le 15 avril 2017, pour la première rencontre de ses 17e play-offs (victoire 111-82 face aux Grizzlies), il inscrit 18 points à 8/13 au tir, prend 2 rebonds et fait 2 passes décisives en 21 minutes, ce qui fait de lui le neuvième marqueur de l'histoire des playoffs NBA devant Larry Bird. Souvent en retrait derrière Kawhi Leonard en saison régulière, Parker est un élément majeur de la victoire des Spurs lors du premier tour des play-offs avec notamment 27 points à 11 sur 14 aux tirs et 4 passes décisives lors de la décisive sixième manche, son plus haut total de points en post-saison depuis 2014.
Au début de la saison 2017-2018, Parker, qui est en convalescence à la suite d'une opération du tendon du quadriceps gauche, s'entraîne avec les Spurs d'Austin, l'équipe de G-League associée aux Spurs. Il effectue son retour le 27 novembre 2017 lors d'une victoire contre les Mavericks de Dallas où il marque 6 points et fait 4 passes décisives. En janvier 2018, l'entraîneur Gregg Popovich décide de sortir Parker du cinq de départ au profit du jeune Dejounte Murray et d'utiliser le vétéran en tant que remplaçant, décision qu'il accepte : « Comme Manu [Ginóbili], comme Pau [Gasol], ce jour devait bien arriver. Et si Pop [Gregg Popovich] voit que quelque chose est bon pour l'équipe, je vais faire de mon mieux. Je soutiens la décision de Pop et je vais essayer de faire de mon mieux pour aider du mieux que je peux, mais aussi du meilleur que je peux donner en rotation avec Manu et Patty [Mills] ». Pour cette première relégation sur le banc, sa 21e en carrière, il inscrit 12 points à 5/10 aux tirs, prend 3 rebonds et fait 5 passes décisives en 20 minutes lors d'une victoire contre les Pacers. Après la victoire des Spurs le 15 mars 2018 face aux Pelicans de La Nouvelle-Orléans, Tony Parker devient le septième joueur avec le plus de victoires en NBA avec 584 succès. Les Spurs se qualifient difficilement pour les play-off et sont éliminés au premier tour par les Warriors de Golden State (4-1).

#### Aux Hornets de Charlotte
Agent libre, après 17 saisons passées dans le Texas, il signe le 6 juillet 2018 un contrat de deux ans et dix millions de dollars avec les Hornets de Charlotte, où il retrouve son compatriote Nicolas Batum et son ancien entraîneur adjoint James Borrego. Il connaît un début satisfaisant et devient le 55e joueur de l'histoire à passer la barre des 19 000 points en inscrivant 24 points et onze passes décisives le 30 octobre face au Heat de Miami. Avec 19 points inscrits, dont 17 dans le dernier quart temps pour contribuer à la victoire des Hornets sur les Nets, il entre le 28 décembre 2018 dans le club des cinquante meilleurs marqueurs en saison régulière de l'histoire de la NBA.
Le 14 janvier 2019, Tony Parker revient jouer sur le parquet de l'AT&T Center depuis son départ à Charlotte. Avant le début du match, les Spurs rendent hommage à Tony par un clip vidéo. Avant la fin du match, le public des Spurs réclame le retour de Tony sur les parquets, chose que l'entraîneur des Hornets James Borrego réalise. Les Hornets remportent le match 108 à 99, Tony Parker termine la rencontre avec huit points (à 4 sur 12 aux tirs), quatre rebonds et trois passes décisives en 19 minutes. Le 28 mars 2019, il a la permission d'assister à l'hommage des Spurs pour Manu Ginobili qui voit le numéro #20 retiré à l’AT&T Center,. Durant cette cérémonie, Sean Elliott déclare « L’année prochaine, nous allons retirer le maillot de Tony », ce que Tony ne confirme pas.
Tony Parker n'entre pas en jeu durant le dernier mois de la saison, son dernier match date du 17 mars 2019 contre le Heat de Miami, les Hornets décident de donner du temps de jeu aux jeunes comme Devonte' Graham et Shelvin Mack. Le 10 avril 2019, après le dernier match de la saison contre le Magic d'Orlando, Tony Parker déclare sur son avenir : « C’est du 50-50, je veux savoir si les Hornets auront une équipe compétitive et je veux être dans une équipe qui se bat au moins pour les playoffs. Je ne veux pas être dans une équipe en reconstruction ».
Au terme de la saison 2018-2019, les Hornets terminent à la 9e place de la conférence Est et marque la première saison sans playoffs pour Tony Parker après dix-sept participations successives pour la postseason (seuls John Stockton et Karl Malone ont fait mieux avec dix-neuf participations de suite). Le 9 mai 2019, dans l'émission C à vous sur France 5, toujours indécis, il indique qu'il va informer les dirigeants des Hornets sur son avenir durant le mois de juin alors qu'il lui reste un an de contrat. Le 10 juin 2019, Tony Parker annonce finalement qu'il prend sa retraite de joueur de basket-ball professionnel après dix-huit saisons sur les parquets de NBA,. Le 11 novembre 2019, son maillot n°9 est retiré par les Spurs de San Antonio pour saluer les succès accumulés au cours de ses dix-sept années de carrière au sein du club.

### Carrière en équipe de France
Tony Parker gagne son premier titre avec le maillot bleu lors du championnat d'Europe juniors 2000 disputé en Croatie, où les jeunes Français s'imposent en finale face à l'équipe de Croatie à Zadar, et qui marque les débuts au plus haut niveau de la « génération Parker » : Boris Diaw, Ronny Turiaf, Mickaël Pietrus et Yakhouba Diawara font partie en sa compagnie du cinq majeur. « Ça a marqué le début de la flamme », explique-t-il.
Il honore sa première sélection le 22 novembre 2000 contre la Turquie à Ankara. Il participe ensuite à son premier championnat d'Europe en 2001, à 19 ans. Il est remplaçant derrière Laurent Sciarra comme en club, réussissant quelques belles performances offensives. L'équipe ne se qualifie pas pour le championnat du monde 2002. Quelques mois après son premier titre NBA, il participe au championnat d'Europe 2003 organisé en Suède avec l'équipe de France avec laquelle il obtient une quatrième place, mais qui est insuffisante pour se qualifier pour les Jeux Olympiques de 2004 à Athènes. Il est récompensé individuellement en étant élu dans le meilleur cinq du championnat d'Europe 2003.
En septembre 2005, il remporte la médaille de bronze au championnat d'Europe 2005 organisé en Serbie-et-Monténégro en battant l'équipe d'Espagne 98 à 68 lors du match pour la troisième place. Il est meilleur marqueur du match avec 25 points après une compétition où il est jugé décevant. L'équipe parvient alors à se qualifier pour le championnat du monde 2006 pour la première fois depuis 1986. Les Spurs ne parviennent pas à conserver leur titre acquis en 2005 et Parker compte alors sur le championnat du monde 2006 au Japon pour clore sa saison d'une belle manière, mais une blessure au doigt l'oblige au dernier moment à déclarer forfait.
Il termine avec l'équipe de France à la 8e place du championnat d'Europe 2007 qui a eu lieu en Espagne. Alors que l'équipe devait finir dans les sept premières places pour disputer le tournoi de qualification aux Jeux olympiques 2008, elle ne décroche que la 8e place, ce qui fait que l'équipe de France manque les Jeux Olympiques pour la deuxième fois de suite (après avoir manqué les Jeux olympiques en 2004) et doit passer par les qualifications pour disputer le prochain championnat d'Europe en 2009. Le bilan de Parker lors de cette compétition est à l'image des performances de l'équipe de France, assez mitigé : s'il a battu son record de points en équipe de France et a réalisé lors de certains matches de belles performances offensives, il s'est retrouvé plutôt esseulé. Les Spurs ont annoncé dans la foulée que Parker ne disputerait pas les qualifications pour l'Euro 2009 à l'automne 2008.
Cependant, le 21 août 2008, Parker annonce lors d'une conférence de presse organisée par la fédération française de basket-ball à Levallois-Perret qu'il participera à la campagne de qualifications à l'Euro 2009. Il fait son retour lors du tournoi de Riga le 25 août face à la Géorgie et montre la voie à ses coéquipiers en inscrivant 12 points et 5 passes décisives, l'équipe s'imposant facilement 90-69. Le lendemain, les Français s'inclinent face à la Lettonie 84-67, Parker finissant meilleur marqueur des Bleus avec 13 points. Pour le dernier match de préparation avant le début des éliminatoires, l'équipe de France bat une faible équipe de République tchèque 89-66 avec 30 points inscrits par Tony Parker. Les qualifications pour l'Euro 2009 se dérouleront du 3 au 20 septembre où l'équipe de France affronte la Turquie, l'Ukraine et la Belgique en matchs aller-retour. La France termine à la deuxième place du groupe C avec un bilan de 3 victoires et 3 défaites, derrière la Turquie invaincue dans cette poule. La défaite face à la Turquie lors du dernier match des qualifications sur le score de 78 à 80 à Limoges, conjuguée à la large victoire d'Israël face à la République tchèque dans le groupe D empêche la France d'obtenir une qualification directe. Parker mène l'équipe à bout de bras en inscrivant une moyenne de 28,3 points par match, battant en outre son record de points lors de la dernière rencontre face à la Turquie avec 37 points. La France doit passer par un tournoi de repêchage du 5 au 30 août 2009 qui offre la dernière place qualificative pour le championnat d'Europe. Elle affronte en matchs aller-retour l'Italie et la Finlande du 5 au 17 août 2009. Les Bleus terminent premiers de ce groupe B et affrontent le vainqueur du groupe A : la Belgique les 27 et 30 août 2009. Les Bleus battent la Belgique et se qualifient pour le championnat d'Europe.

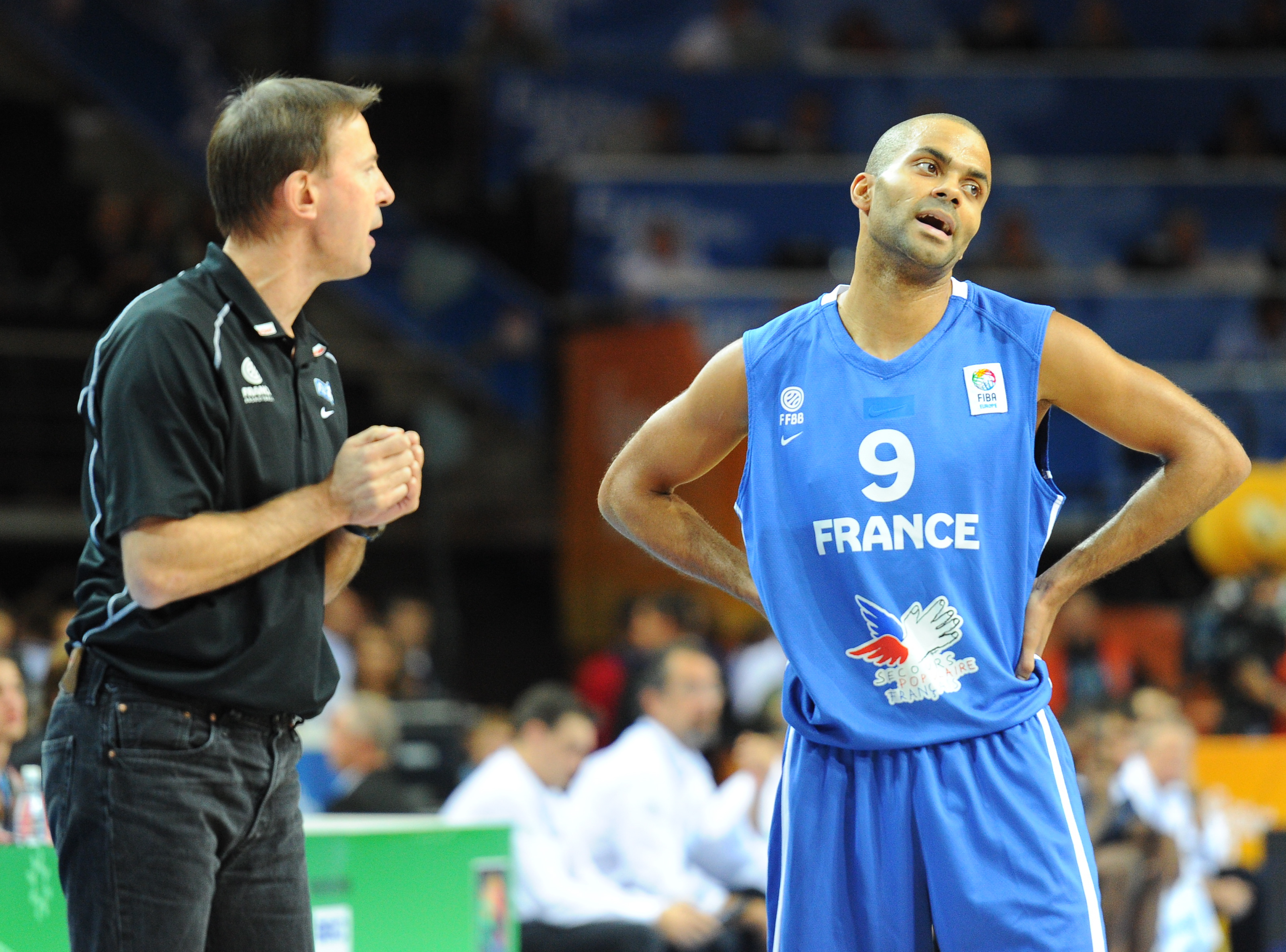
Tony Parker avec Vincent Collet au championnat d'Europe 2011.

La France se retrouve dans le groupe B lors du premier tour, battant successivement l'Allemagne, la Lettonie et la Russie. Elle se qualifie pour le tour principal, dans le groupe E, remportant également ses trois matchs face à la Macédoine, la Croatie et la Grèce. La France s'appuie sur une défense intense pour gagner ses matchs. En quart de finale, elle doit affronter l'Espagne, championne du monde en titre. La diversité du jeu des Espagnols et la défense de Ricky Rubio sur Tony Parker, auteur de 6 points lors de cette rencontre, scelle l'issue du match et interrompt le parcours jusqu'ici sans faute des Bleus. La France parvient néanmoins à se reprendre le lendemain, battant la Turquie (80-68) dans le premier match de classement, avant de décrocher la cinquième place de cet Euro en s'imposant face à la Croatie (69-62). L'équipe de France obtient, grâce à cette 5e place, sa qualification directe pour le championnat du monde 2010 et le championnat d'Europe 2011. Malgré des statistiques de premier plan (2e meilleur marqueur avec 17,8 points par rencontre à 43,7%, quatrième passeur avec 4,4 passes décisives par rencontre et deuxième meilleur intercepteur avec 1,8 interception par rencontre, il est le meilleur joueur de l'équipe) mais il n'est pas retenu dans l'équipe type du championnat : Miloš Teodosić (14,1 points par rencontre à 43,63 %, et 5,2 passes décisives) et Vassilis Spanoulis (14,1 points par rencontre à 45,8 %, 4,2 passes décisives et 1,4 interception par rencontre) lui sont préférés aux postes d'arrière. Parker annonce à l'issue des playoffs NBA 2010 qu'il ne participera pas au championnat du monde, mais qu'il compte être présent en 2011 et 2012.
Au championnat d'Europe 2011, l'équipe de France parvient en finale, échouant contre l'Espagne. Parker termine meilleur marqueur de la compétition avec 22,1 points de moyenne. Il est aussi le 5e meilleur passeur (4,4 passes décisives par rencontre). Parker est élu dans le meilleur cinq de la compétition aux côtés du meilleur joueur Juan Carlos Navarro, de Pau Gasol, de Bo McCalebb et d'Andreï Kirilenko. Cette deuxième place qualifie l'équipe de France directement pour les Jeux olympiques de Londres en 2012.
Lors d'une soirée dans une boîte de nuit à New York le 13 juin 2012, Parker est blessé à l'œil gauche par des éclats de verre lors d'une bagarre entre les chanteurs Drake et Chris Brown. Sa participation aux Jeux olympiques est alors incertaine. Il obtient l'autorisation de la cellule médicale des Spurs le 5 juillet et rejoint l'équipe de France le lendemain à Orléans pour la préparation olympique. Après une défaite face aux États-Unis (98-71) lors du premier match du groupe A, l'équipe de France gagne les cinq matchs suivants face à l'Argentine (71-64), la Lituanie (82-74), la Tunisie (73-69) et le Nigeria (79-73). Elle termine deuxième du groupe derrière les Américains et affronte en quart de finale l'Espagne qui s'est classée 3e dans le groupe B. La France s'incline (59-66) et est éliminée du tournoi. Tony Parker termine à la 10e place du classement des meilleurs marqueurs avec une moyenne de 15,7 points par match. À l'issue du tournoi, il affirme vouloir poursuivre sa carrière en équipe de France jusqu'aux Jeux olympiques de 2016 à Rio de Janeiro,.
Lors du championnat d'Europe 2013, Tony Parker devient le deuxième meilleur marqueur de l'histoire des championnats d'Europe, derrière le Grec Níkos Gális, dépassant l'Allemand Dirk Nowitzki grâce à ses 32 points lors de la demi-finale victorieuse face à l'Espagne. Ce match est important pour l'équipe, puisqu'il permet à la France de venir enfin à bout de sa « bête noire » depuis 7 ans. L'équipe est menée de 14 points à la mi-temps. Parker est la principale arme offensive des Bleus dans les deux premières périodes avec 14 points inscrits sur les 20 de l'équipe. Après un coup de gueule poussé dans les vestiaires et une remobilisation générale, Parker guide ses coéquipiers, non sans une adresse retrouvée de la part de tous les joueurs, vers une victoire après prolongation, 75-72. Avec la victoire en finale face à la Lituanie sur le score de 80 à 66, il permet à l'équipe de France de remporter son premier titre européen chez les hommes. Le meilleur joueur français est Nicolas Batum qui marque 17 points, mais l'équipe domine au rebond (42-25) contre une équipe lituanienne plus grande en taille. Néanmoins, Tony Parker s'assure de la victoire en enchaînant les paniers en fin de match pour finir avec 12 points. Il termine meilleur marqueur, MVP et est élu dans le meilleur cinq de la compétition avec Goran Dragić, Marc Gasol, Bojan Bogdanović et Linas Kleiza.
En février 2014, il annonce qu'il ne participera pas à la Coupe du monde 2014, dans le but de se préserver pour préparer au mieux le Championnat d'Europe de basket-ball 2015 qualificatif pour les Jeux olympiques de Rio 2016. Le 16 mai 2014, lors de l'annonce de la liste des vingt-quatre joueurs présélectionnés pour la participation à la Coupe du monde 2014 en Espagne, son absence à la compétition est confirmée.
Le 7 septembre 2015, lors de la victoire de l'équipe de France face à la Pologne lors du championnat d'Europe en marquant 16 points il bat le record du nombre de points marqués dans l'histoire du championnat détenu jusqu'alors par le Grec Níkos Gális avec 1 030 points en le portant à 1 046 points. Le 17 septembre 2015, lors du match face à l'Espagne, il devient meilleur passeur de l'histoire du championnat d'Europe avec 224 passes décisives, devant le Lituanien Šarūnas Jasikevičius (219 passes) et le Serbe Miloš Teodosić (174 passes). L'équipe de France s'incline en demi-finale de ce tournoi face à l'Espagne (80-75) et bat la Serbie lors du match pour la 3e place (81-68). Tony Parker remporte ainsi sa quatrième médaille lors d'un championnat d'Europe, la troisième consécutive, après une médaille d'argent en 2011 et une médaille d'or en 2013.
Il termine sa carrière en équipe de France après une défaite 92-67 en quart de finale des Jeux olympiques de Rio en 2016 face à l'Espagne.

### Style de jeu

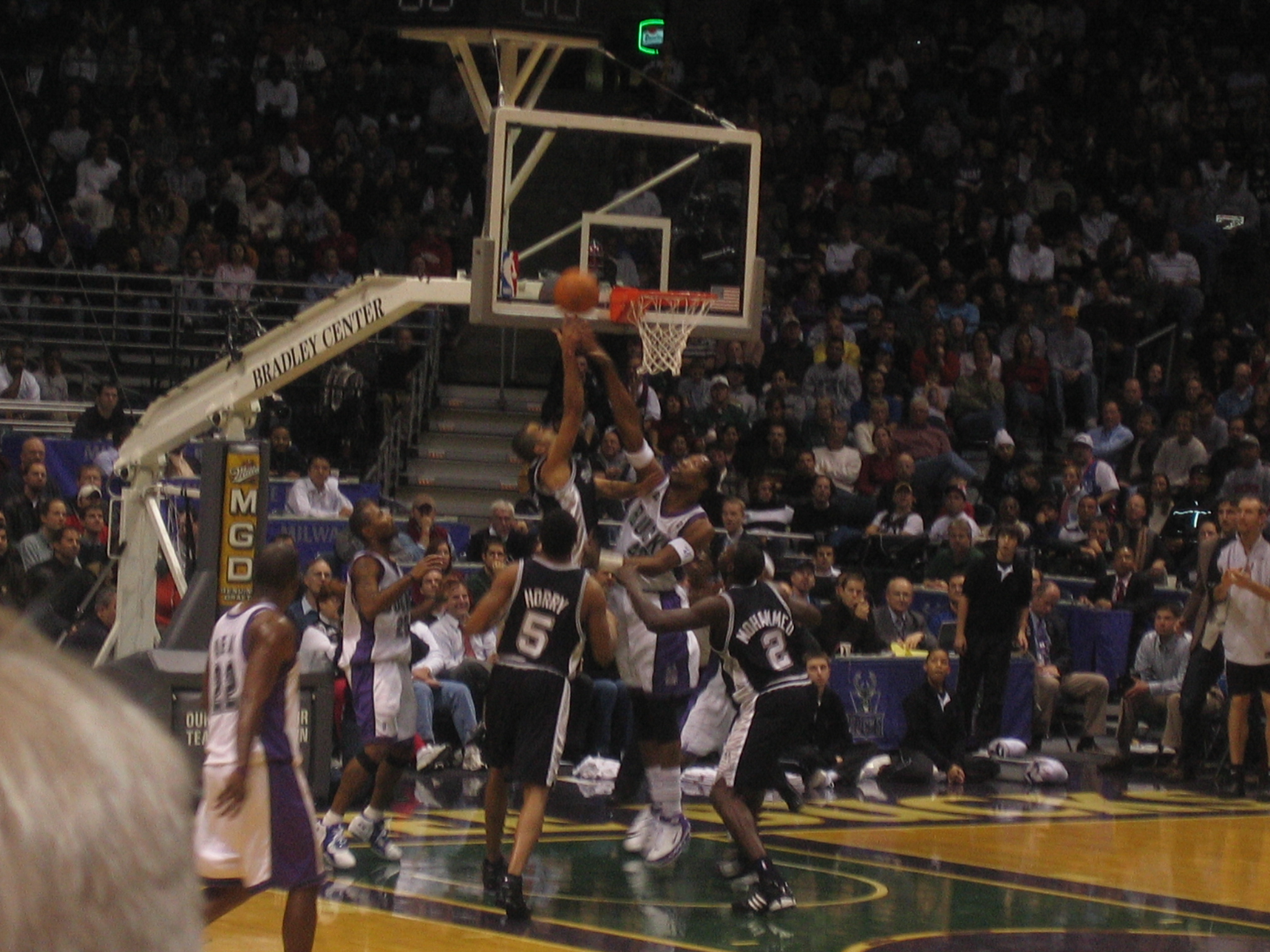
Tony Parker effectuant un lay-up lors d'un match face aux Bucks de Milwaukee (2005).

Tony Parker est reconnu comme étant un des basketteurs les plus rapides ayant été consacré comme tel par ses pairs. Sa vitesse, balle en main, a été évaluée à 33 km/h. Il utilise sa vitesse pour souvent venir conclure sous le cercle, en utilisant notamment son « tear drop » : un tir en cloche qui lui permet d'éviter les contres des intérieurs. « TP » a aussi la capacité de pénétrer dans la raquette et à marquer sous le cercle. Parker n'était pas particulièrement adroit au tir à longue distance ; il décide de s'astreindre, lors de son arrivée en NBA, à un travail dans ce domaine en compagnie d'un entraîneur spécialisé, Chip Engelland. Il parvient alors à améliorer son adresse en sélectionnant mieux ses tirs à trois points. Défenseur plutôt correct, il est davantage considéré comme un meneur marqueur, plus que comme un meneur gestionnaire. Il a un pourcentage de réussite aux tirs remarquablement élevé pour un meneur de jeu.
Sa façon de jouer est donc particulièrement adaptée au style de jeu de la NBA. Au fil des saisons, son entraîneur Gregg Popovich lui confère de plus en plus de responsabilités dans la gestion de l'équipe, au point de devenir l'un des leaders des Spurs à l'époque de Tim Duncan et Manu Ginóbili, jusqu'à l'éclosion de Kawhi Leonard.

## Carrière de dirigeant
En 2004, à la suite de la signature de son contrat de 66 millions de dollars avec les Spurs, il investit dans son ancien club, le Paris Basket Racing, devenant actionnaire à hauteur de 5 % aux côtés de son agent Mark Fleisher. Il revend ses parts dans le club à l'issue de la saison 2005-2006.
Le 3 février 2009, l'ASVEL annonce l'arrivée de Parker en tant que deuxième actionnaire du club, à hauteur de 10 %, derrière Gilles Moretton, le président. Il en devient le vice-président chargé des opérations basket. Il est amené à monter en puissance dans le capital du club, acquérant 10 % de parts supplémentaires le 15 juin 2009, et 20 % supplémentaires « quand il le souhaitera », selon le président de l'ASVEL, dans l'optique de devenir président à terme. L'ASVEL est alors le seul club français (avec un possible PSG-Basket) susceptible d'obtenir une licence afin d'obtenir le statut de franchise pour participer à l'Euroligue. En mars 2014, il annonce devenir actionnaire majoritaire du club. Il en devient le président, en juillet 2014.
L'ASVEL Lyon-Villeurbanne remporte le championnat de France lors de la saison 2015-2016, puis de nouveau en 2018-2019, tout en étant invité en Euroligue pour deux ans à compter de 2019-2020. En février 2017, Le Progrès annonce le rachat du club féminin du Lyon Basket par le joueur. L'opération est confirmée lors de l'assemblée générale des actionnaires du Lyon Basket Féminin le 9 mars 2017. Lyon ASVEL remporte le Ligue féminine en 2018-2019, quelques semaines avant le titre correspondant dans l'équipe masculine. Le contrat de sponsoring avec LDLC conduit le club masculin à passer du symbolique maillot vert au noir.
Tony Parker impulse un rapprochement de l'ASVEL avec l'Olympique lyonnais et son président Jean-Michel Aulas, qui apporte ses moyens et son crédit en Europe alors que Parker apporte à l'OL son image en Chine et Amérique du Nord. Corollaire de ce rapprochement, la nouvelle salle de l'ASVEL doit être bâtie à Décines-Charpieu, ce qui conduira à son départ de Villeurbanne, au grand dam du maire Jean-Paul Bret.
L'ASVEL doit disposer pour septembre 2019 dans le quartier Gerland d'une académie avec des salles de cours, des terrains de basket, avec une grande salle pour l’entraînement du club de basket de Lyon-Villeurbanne et un mini-campus étudiant de 400 places. Le 21 juin 2019, l’Olympique lyonnais apporte plus de 3 millions d’euros au capital de l’ASVEL pour un peu plus de 20 % des parts, avec un engagement conséquent en tant que partenaire également, puisque l'OL Groupe doit injecter 2,5 millions d'euros par an pendant cinq ans afin de passer d'une dimension nationale à une dimension internationale. L’ASVEL devrait disputer ses matchs d’Euroligue dans la salle que l’OL doit construire pour l’horizon 2023. En 2019, Tony Parker inaugure la Tony Parker Adequat Academy. Cette académie située à Lyon, est un campus sport-étude dont l’objectif de garantir un emploi à tous les étudiants. L’académie a également comme spécificité d’accueillir des étudiants souhaitant faire carrière dans l’Esport. Début 2022, la ville de Saint-Ouen-sur-Seine est choisie pour l'implantation en 2025 sur l'Île-des-Vannes d'un centre de formation francilien.
En novembre 2020, inquiet de l'impact du Covid-19 sur la pérennité financière du basket-ball professionnel, il obtient du gouvernement français un plan d'aide pour le sport en salle.
Pressenti par Jean-Michel Aulas pour lui succéder en tant que président d'OL Groupe, il ambitionne à terme l'acquisition d'une franchise NBA. En juillet 2020, Parker intègre le conseil d'administration d'OL Groupe composé de 16 membres. Fin 2019, il devient partenaire minoritaire (3 %) dans le cadre du rachat de la franchise américaine de football féminin Reign FC par l'OL Groupe. Il souhaite relocaliser la franchise du Reign à Miami.
En février 2023, L'Équipe annonce que Tony Parker souhaite vendre ses parts dans l'ASVEL à Smart Good Things, une société partenaire de l'ASVEL dans laquelle Tony Parker est directeur général délégué et membre du conseil d'administration. Smart Good Things deviendrait alors l'actionnaire majoritaire. Contraint de s'expliquer, Parker admet qu'il va vendre ses parts mais qu'il compte rester président du club,,. Il renonce à cette vente en mars en raison de l'existence d'un pacte signé entre les différents actionnaires du club.

## Statistiques

### Nationale 1 et 2
| Saison    | Équipe         | Matches | Min. | % Tirs | % 3-pts | % L-F. | Rbds | Pass.déc. | Int. | Ctr. | Pts  |
| --------- | -------------- | ------- | ---- | ------ | ------- | ------ | ---- | --------- | ---- | ---- | ---- |
| 1997-1998 | Centre fédéral | 29      | -    | 50,0 % | 34,3 %  | 66,7 % | 2,7  | 5,6       | -    | 14,7 |      |
| 1998-1999 | Centre fédéral | 30      | -    | 51,6 % | 29,5 %  | 65,3 % | 4,0  | 6,5       | 3,5  | -    | 22,1 |
| Carrière  |                | 59      | -    | 50,9 % | 31,4 %  | 66,0 % | 3,4  | 6,1       | -    | -    | 18,5 |

### Pro A

#### Saison régulière
| Saison    | Équipe                  | Matches | Min. | % Tirs | % 3-pts | % L-F. | Rbds off. | Rbds déf. | Rbds | Pass.déc. | Int. | Ctr. | B.p. | Fautes | Pts  |
| --------- | ----------------------- | ------- | ---- | ------ | ------- | ------ | --------- | --------- | ---- | --------- | ---- | ---- | ---- | ------ | ---- |
| 1999-2000 | PSG Racing              | 23      | 10   | 43,4 % | 32,3 %  | 50,0 % | 0,2       | 0,7       | 0,9  | 1,7       | 0,3  | 0,0  | 1,2  | 1,3    | 3,9  |
| 2000-2001 | Paris Basket Racing     | 30      | 33   | 48,9 % | 30,3 %  | 74,7 % | 0,7       | 2,0       | 2,7  | 5,6       | 2,3  | 0,0  | 2,2  | 3,0    | 14,7 |
| 2011-2012 | ASVEL Lyon-Villeurbanne | 7       | 30,5 | 46,2 % | 41,4 %  | 72,7 % | 0,6       | 4,3       | 4,9  | 6,3       | 1,7  | 0,0  | 2,0  | 1,6    | 20,3 |
| Carrière  |                         | 60      | 23,9 | 47,9 % | 30,8 %  | 69,9 % | 0,5       | 1,8       | 2,3  | 4,2       | 2,0  | 0,0  | 1,8  | 2,2    | 11,2 |

#### Playoffs
| Saison    | Équipe              | Matches | Min. | % Tirs | % 3-pts | % L-F. | Rbds off. | Rbds déf. | Rbds | Pass.déc. | Int. | Ctr. | B.p. | Fautes | Pts  |
| --------- | ------------------- | ------- | ---- | ------ | ------- | ------ | --------- | --------- | ---- | --------- | ---- | ---- | ---- | ------ | ---- |
| 1999-2000 | PSG Racing          | 2       | 7    | 16,6 % | 0 %     | -      | -         | -         | 0,5  | 1,5       | 0,5  | 0,5  | -    | 1,0    |      |
| 2000-2001 | Paris Basket Racing | 2       | 31   | 36,8 % | 11,1 %  | 77,7 % | 0,5       | 0,5       | 1,0  | 3,0       | 2,5  | 0,0  | 1,5  | 1,5    | 11,0 |
| Carrière  |                     | 4       | 19   | 32,0 % | 8,3 %   | 77,7 % | -         | -         | 0,7  | 2,2       | 1,5  | 0,2  | -    | -      | 6,0  |

### NBA

#### Saison régulière
| Champion NBA |

gras = ses meilleures performances
| Saison    | Équipe      | Matches | 5 Majeur | Minutes | % Tirs | % 3-pts | % L-F. | Rbds off. | Rbds déf. | Rbds | Pass. déc. | Int. | Ctr. | B.p. | Fautes | Pts  |
| --------- | ----------- | ------- | -------- | ------- | ------ | ------- | ------ | --------- | --------- | ---- | ---------- | ---- | ---- | ---- | ------ | ---- |
| 2001-2002 | San Antonio | 77      | 72       | 29,4    | 41,9 % | 32,3 %  | 67,5 % | 0,4       | 2,1       | 2,6  | 4,3        | 1,2  | 0,1  | 2,0  | 2,2    | 9,2  |
| 2002-2003 | San Antonio | 82      | 82       | 33,8    | 46,4 % | 33,7 %  | 75,5 % | 0,4       | 2,2       | 2,6  | 5,3        | 0,9  | 0,0  | 2,4  | 2,1    | 15,5 |
| 2003-2004 | San Antonio | 75      | 75       | 34,4    | 44,7 % | 31,2 %  | 70,2 % | 0,6       | 2,6       | 3,2  | 5,5        | 0,8  | 0,1  | 2,4  | 2,0    | 14,7 |
| 2004-2005 | San Antonio | 80      | 80       | 34,2    | 48,2 % | 27,6 %  | 65,0 % | 0,6       | 3,1       | 3,7  | 6,1        | 1,2  | 0,0  | 2,7  | 2,1    | 16,6 |
| 2005-2006 | San Antonio | 80      | 80       | 33,9    | 54,8 % | 30,6 %  | 70,7 % | 0,5       | 2,8       | 3,3  | 5,8        | 1,0  | 0,0  | 3,1  | 2,0    | 18,9 |
| 2006-2007 | San Antonio | 77      | 77       | 32,5    | 52,0 % | 39,5 %  | 78,3 % | 0,4       | 2,8       | 3,2  | 5,5        | 1,1  | 0,1  | 2,5  | 1,8    | 18,6 |
| 2007-2008 | San Antonio | 69      | 68       | 33,5    | 49,4 % | 25,8 %  | 71,5 % | 0,4       | 2,8       | 3,2  | 6,0        | 0,8  | 0,1  | 2,4  | 1,3    | 18,8 |
| 2008-2009 | San Antonio | 72      | 71       | 34,1    | 50,6 % | 29,2 %  | 78,2 % | 0,4       | 2,7       | 3,1  | 6,9        | 0,9  | 0,1  | 2,6  | 1,5    | 22,0 |
| 2009-2010 | San Antonio | 56      | 50       | 30,9    | 48,7 % | 29,4 %  | 75,6 % | 0,1       | 2,3       | 2,4  | 5,7        | 0,5  | 0,1  | 2,7  | 1,7    | 16,0 |
| 2010-2011 | San Antonio | 78      | 78       | 32,4    | 51,9 % | 35,7 %  | 76,9 % | 0,4       | 2,7       | 3,1  | 6,6        | 1,2  | 0,0  | 2,6  | 1,7    | 17,5 |
| 2011-2012 | San Antonio | 60      | 60       | 32,1    | 48,0 % | 23,7 %  | 79,9 % | 0,4       | 2,5       | 2,9  | 7,7        | 1,1  | 0,1  | 2,6  | 1,3    | 18,3 |
| 2012-2013 | San Antonio | 66      | 66       | 32,9    | 52,2 % | 35,3 %  | 84,5 % | 0,3       | 2,7       | 3,0  | 7,6        | 0,8  | 0,1  | 2,6  | 1,4    | 20,3 |
| 2013-2014 | San Antonio | 68      | 68       | 29,4    | 49,9 % | 37,3 %  | 81,1 % | 0,3       | 2,0       | 2,3  | 5,7        | 0,5  | 0,1  | 2,2  | 1,3    | 16,7 |
| 2014-2015 | San Antonio | 68      | 68       | 28,7    | 48,6 % | 42,7 %  | 78,3 % | 0,2       | 1,7       | 1,9  | 4,9        | 0,6  | 0,0  | 2,1  | 1,6    | 14,4 |
| 2015-2016 | San Antonio | 72      | 72       | 27,5    | 49,3 % | 41,5 %  | 76,0 % | 0,2       | 2,2       | 2,4  | 5,3        | 0,8  | 0,2  | 1,8  | 1,6    | 11,9 |
| 2016-2017 | San Antonio | 63      | 63       | 25,2    | 46,6 % | 33,3 %  | 72,6 % | 0,1       | 1,7       | 1,8  | 4,5        | 0,5  | 0,0  | 1,4  | 1,5    | 10,1 |
| 2017-2018 | San Antonio | 55      | 21       | 19,5    | 45,9 % | 27,0 %  | 70,5 % | 0,1       | 1,6       | 1,7  | 3,5        | 0,5  | 0,0  | 1,2  | 0,9    | 7,7  |
| 2018-2019 | Charlotte   | 56      | 0        | 17,9    | 46,0 % | 25,5 %  | 73,4 % | 0,3       | 1,2       | 1,5  | 3,5        | 0,4  | 0,1  | 1,3  | 0,9    | 9,5  |
| Carrière  |             | 1254    | 1151     | 30,5    | 49,1 % | 32,4 %  | 75,1 % | 0,4       | 2,4       | 2,7  | 5,6        | 0,8  | 0,1  | 2,3  | 1,6    | 15,5 |
| All-Star  |             | 6       | 0        | 18,3    | 52,2 % | 16,7 %  | 100 %  | 0,3       | 1,5       | 1,8  | 4,7        | 0,8  | 0,0  | 2,7  | 0,2    | 8,8  |

#### Playoffs
| Titre MVP des finales NBA | Titre NBA |

| Saison   | Équipe      | Matches | 5 Majeur | Minutes | % Tirs | % 3-pts | % L-F. | Rbds off. | Rbds déf. | Rbds | Pass. déc. | Int. | Ctr. | B.p. | Fautes | Pts  |
| -------- | ----------- | ------- | -------- | ------- | ------ | ------- | ------ | --------- | --------- | ---- | ---------- | ---- | ---- | ---- | ------ | ---- |
| 2002     | San Antonio | 10      | 10       | 34,1    | 45,6 % | 37,0 %  | 75,0 % | 0,4       | 2,5       | 2,9  | 4,0        | 0,9  | 0,1  | 2,2  | 2,2    | 15,5 |
| 2003     | San Antonio | 24      | 24       | 33,9    | 40,3 % | 26,8 %  | 71,3 % | 0,3       | 2,4       | 2,8  | 3,5        | 0,9  | 0,1  | 2,0  | 2,1    | 14,7 |
| 2004     | San Antonio | 10      | 10       | 38,6    | 42,9 % | 39,5 %  | 65,7 % | 0,5       | 1,6       | 2,1  | 7,0        | 1,3  | 0,1  | 3,1  | 1,5    | 18,4 |
| 2005     | San Antonio | 23      | 23       | 37,3    | 45,4 % | 18,8 %  | 63,2 % | 0,6       | 2,3       | 2,9  | 4,3        | 0,7  | 0,1  | 3,1  | 3,0    | 17,2 |
| 2006     | San Antonio | 13      | 13       | 36,5    | 46,0 % | 22,2 %  | 81,0 % | 0,6       | 3,0       | 3,6  | 3,8        | 1,0  | 0,1  | 3,1  | 2,4    | 21,1 |
| 2007     | San Antonio | 20      | 20       | 37,6    | 48,0 % | 33,3 %  | 67,9 % | 0,7       | 2,7       | 3,4  | 5,8        | 1,1  | 0,0  | 3,3  | 1,7    | 20,8 |
| 2008     | San Antonio | 17      | 17       | 38,5    | 49,7 % | 35,0 %  | 75,3 % | 0,6       | 3,1       | 3,7  | 6,1        | 0,9  | 0,1  | 2,9  | 2,2    | 22,4 |
| 2009     | San Antonio | 5       | 5        | 36,2    | 54,6 % | 21,4 %  | 71,0 % | 0,2       | 4,0       | 4,2  | 6,8        | 1,2  | 0,2  | 4,2  | 2,6    | 28,6 |
| 2010     | San Antonio | 10      | 2        | 33,5    | 47,4 % | 66,7 %  | 59,5 % | 0,9       | 3,8       | 4,7  | 5,4        | 0,6  | 0,0  | 2,2  | 2,0    | 17,3 |
| 2011     | San Antonio | 6       | 6        | 36,8    | 46,2 % | 12,5 %  | 75,6 % | 0,2       | 2,5       | 2,7  | 5,2        | 1,3  | 0,3  | 3,3  | 1,7    | 19,7 |
| 2012     | San Antonio | 14      | 14       | 36,1    | 45,3 % | 33,3 %  | 80,7 % | 0,6       | 3,0       | 3,6  | 6,8        | 0,9  | 0,0  | 3,1  | 1,6    | 20,1 |
| 2013     | San Antonio | 21      | 21       | 36,4    | 45,8 % | 35,5 %  | 77,7 % | 0,7       | 2,6       | 3,2  | 7,0        | 1,1  | 0,1  | 2,5  | 1,2    | 20,6 |
| 2014     | San Antonio | 23      | 23       | 31,3    | 48,6 % | 37,1 %  | 72,9 % | 0,2       | 1,7       | 2,0  | 4,8        | 0,7  | 0,1  | 2,7  | 1,6    | 17,4 |
| 2015     | San Antonio | 7       | 7        | 30,0    | 36,3 % | 0,0 %   | 58,8 % | 0,6       | 2,7       | 3,3  | 3,6        | 0,3  | 0,0  | 1,6  | 2,0    | 10,9 |
| 2016     | San Antonio | 10      | 10       | 26,4    | 44,9 % | 25,0 %  | 85,7 % | 0,1       | 2,1       | 2,2  | 5,3        | 0,6  | 0,2  | 1,8  | 1,5    | 10,4 |
| 2017     | San Antonio | 8       | 8        | 26,4    | 52,6%  | 57,9%   | 100%   | 0,3       | 2,3       | 2,5  | 3,1        | 0,5  | 0,0  | 1,5  | 1,3    | 15,9 |
| 2018     | San Antonio | 5       | 0        | 13,4    | 37,8%  | 0,0%    | 71,4%  | 0,0       | 0,8       | 0,8  | 1,2        | 0,4  | 0,0  | 0,8  | 0,4    | 6,6  |
| Carrière |             | 226     | 213      | 34,3    | 46,1 % | 30,9 %  | 73,1 % | 0,5       | 2,5       | 2,9  | 5,1        | 0,9  | 0,1  | 2,6  | 1,9    | 17,9 |

### Équipe de France
| Compétition      | Équipe                  | Matches | Min. | % Tirs | % 3-pts | % L-F. | Rbds off. | Rbds déf. | Rbds | Pass.déc. | Int. | Ctr. | B.P. | Points |
| ---------------- | ----------------------- | ------- | ---- | ------ | ------- | ------ | --------- | --------- | ---- | --------- | ---- | ---- | ---- | ------ |
| Euro junior 2000 | Équipe de France junior | 8       | 28   | 45,3 % | 34,8 %  | 85,3 % | 0,2       | 2,6       | 2,8  | 2,5       | 1,8  | 0,0  | 1,3  | 14,4   |
| Euro 2001        | Équipe de France        | 6       | 16   | 46,0 % | 20,0 %  | 66,7 % | 0,7       | 1,2       | 1,9  | 1,9       | 0,7  | 0,1  | 1,8  | 8,7    |
| Euro 2003        | Équipe de France        | 6       | 33   | 41,9 % | 31,3 %  | 68,9 % | 0,3       | 2,5       | 2,8  | 3,2       | 1,7  | 0,5  | 3,3  | 18,0   |
| Euro 2005        | Équipe de France        | 7       | 28   | 34,4 % | 20,8 %  | 57,1 % | 0,6       | 1,7       | 2,3  | 2,9       | 1,0  | 0,0  | 2,6  | 11,9   |
| Euro 2007        | Équipe de France        | 9       | 31   | 46,8 % | 32,7 %  | 77,0 % | 0,4       | 2,9       | 3,3  | 3,6       | 1,0  | 0,0  | 1,4  | 20,1   |
| Euro 2009        | Équipe de France        | 8       | 30,9 | 40,9 % | 28,9 %  | 71,9 % | 0,6       | 3,3       | 3,9  | 4,4       | 1,8  | 0,0  | 2,4  | 17,7   |
| Euro 2011        | Équipe de France        | 10      | 35   | 45,6 % | 33,3 %  | 80,9 % | 0,2       | 3,3       | 3,5  | 4,4       | 1,6  | 0,0  | 2,4  | 22,1   |
| JO 2012          | Équipe de France        | 6       | 30   | 40,7 % | 26,3 %  | 76,7 % | 0,8       | 2,0       | 2,8  | 3,2       | 0,7  | 0,0  | 2,5  | 15,7   |
| Euro 2013        | Équipe de France        | 11      | 29,6 | 50,7 % | 29,4 %  | 78,3 % | 0,3       | 1,8       | 2,1  | 3,3       | 0,6  | 0,0  | 2,2  | 19     |
| Euro 2015        | Équipe de France        | 9       | 27,7 | 34,3 % | 28,6 %  | 74,3 % | 0,2       | 2,0       | 2,2  | 4,2       | 0,7  | 0,0  | 2,3  | 12     |
| JO 2016          | Équipe de France        | 5       | 22,7 | 51,2 % | 30,8 %  | 90 %   | 0,0       | 1,2       | 1,2  | 3,8       | 1    | 0,0  | 1,6  | 13,2   |

## Records en NBA
Les records personnels de Tony Parker, officiellement recensés par la NBA sont les suivants :
| Type de statistique        | Saison régulière | Saison régulière                 | Saison régulière | Playoffs | Playoffs                | Playoffs      |
| Type de statistique        | Record           | Adversaire                       | Date             | Record   | Adversaire              | Date          |
| -------------------------- | ---------------- | -------------------------------- | ---------------- | -------- | ----------------------- | ------------- |
| Points                     | 55               | @ Timberwolves du Minnesota      | 5 novembre 2008  | 43       | @ Mavericks de Dallas   | 25 avril 2009 |
| Paniers marqués            | 22               | @ Timberwolves du Minnesota      | 5 novembre 2008  | 18       | @ Mavericks de Dallas   | 25 avril 2009 |
| Paniers tentés             | 36               | @ Timberwolves du Minnesota      | 5 novembre 2008  | 29       | @ Mavericks de Dallas   | 25 avril 2009 |
| Paniers à 3 points réussis | 4                | 7 fois                           |                  | 4        | 3 fois                  |               |
| Paniers à 3 points tentés  | 8                | 2 fois                           |                  | 6        | 4 fois                  |               |
| Lancers francs réussis     | 14               | Celtics de Boston                | 17 mars 2007     | 13       | Suns de Phoenix         | 29 avril 2008 |
| Lancers francs tentés      | 17               | 2 fois                           |                  | 16       | 2 fois                  |               |
| Rebonds offensifs          | 3                | 6 fois                           |                  | 4        | Suns de Phoenix         | 7 mai 2010    |
| Rebonds défensifs          | 12               | @ Rockets de Houston             | 10 décembre 2012 | 7        | 4 fois                  |               |
| Rebonds totaux             | 12               | @ Rockets de Houston             | 10 décembre 2012 | 10       | @ Lakers de Los Angeles | 21 mai 2008   |
| Passes décisives           | 17               | @ Hornets de la Nouvelle Orléans | 23 janvier 2012  | 18       | Grizzlies de Memphis    | 21 mai 2013   |
| Interceptions              | 6                | SuperSonics de Seattle           | 3 mars 2004      | 4        | @ Mavericks de Dallas   | 25 avril 2009 |
| Contres                    | 2                | 4 fois                           |                  | 1        | 17 fois                 |               |
| Balles perdues             | 8                | @ Trail Blazers de Portland      | 25 mars 2011     | 7        | 5 fois                  |               |
| Minutes jouées             | 53               | @ Clippers de Los Angeles        | 9 avril 2005     | 51       | Suns de Phoenix         | 19 avril 2008 |

- Double-double : 99 en saison régulière ; 14 en playoffs = 113 en carrière[171]
- Triple-double : 1

- Plus jeune meneur de jeu titulaire de l'histoire de la NBA (le 6 novembre 2001 contre le Magic d'Orlando, à l'âge de 19 ans et 173 jours).
- Plus jeune joueur de l'histoire des Spurs de San Antonio.
- Premier Français champion de NBA (en 2003) avec les Spurs de San Antonio.
- Premier Français sélectionné pour le NBA All-Star Week-end (Rookie Challenge en 2002).
- Premier Français sélectionné pour le All-Star Game (en 2006).
- Premier Français élu joueur de la semaine en NBA (semaine du 9 au 12 février 2006).
- Premier Français élu joueur du mois de la Conférence Ouest en NBA en février 2013[172].
- Premier Européen élu meilleur joueur des finales de NBA (14 juin 2007).
- Meilleur passeur de l'histoire des Spurs de San Antonio depuis le 4 février 2012[173].
- Plus grand nombre de victoires après 1 000 matches NBA de saison régulière[174] (718 victoires, le 1er avril 2015).

## Palmarès

### Palmarès NBA
- Champion NBA en 2003, 2005, 2007 et 2014.
- Champion de la Conférence Ouest en 2003, 2005, 2007, 2013 et 2014.
- Champion de la Division Midwest (Conférence Ouest) en 2002 et 2003.
- Champion de la Division Southwest (Conférence Ouest) en 2005, 2006, 2009, 2011, 2012, 2013, 2014 et 2016.

### Palmarès en sélection nationale
Il compte 181 sélections en équipe de France ; il a inscrit 2 741 points, soit une moyenne de 15,14 points par rencontre et un record à 37 points (face à la Turquie à Limoges lors du dernier match des qualifications au championnat d'Europe 2009).
- 4e de l'Euro cadets 1997.
- 10e de l'Euro juniors 1998.
- Champion d'Europe juniors en 2000 en Croatie.
- 6e au championnat d'Europe 2001 en Turquie.
- 4e au championnat d'Europe 2003 en Suède.
- Médaille de bronze au championnat d'Europe 2005 en Serbie-et-Monténégro.
- 8e au championnat d'Europe 2007 en Espagne.
- 5e au championnat d'Europe 2009 en Pologne.
- Médaille d'argent au championnat d'Europe 2011 en Lituanie.
- Quart-de-finaliste des Jeux olympiques 2012 à Londres.
- Médaille d'or au championnat d'Europe 2013 en Slovénie.
- Médaille de bronze au championnat d'Europe 2015 en France.
- Quart-de-finaliste des Jeux olympiques 2016 à Rio de Janeiro.

### Récompenses et distinctions individuelles
- MVP des Finales NBA 2007.
- All-NBA Second Team en 2012, 2013 et 2014[176].
- All-NBA Third Team en 2009.
- NBA First All-Rookie Team en 2002.
- Sélectionné pour le Rookie Challenge en 2002.
- 6 sélections au NBA All-Star Game en 2006, 2007, 2009, 2012, 2013 et 2014.
- Vainqueur du Skills Challenge lors du NBA All-Star Week-end 2012.
- Vainqueur du Shooting Stars Competition lors du NBA All-Star Week-end 2006 en compagnie de la joueuse des Silver Stars de San Antonio Kendra Wecker, et du Spurs retraité Steve Kerr.
- Élu à huit reprises joueur de la semaine de la Conférence Ouest[177] : dans la semaine du 9 au 12 février 2006 (22,7 points et 8,3 passes décisives en trois matchs), dans la semaine du 19 au 25 novembre 2007[178] (26,5 points et 8,3 passes décisives en quatre matchs), dans la semaine du 25 au 31 janvier 2009[179] (25 points et 6 passes décisives en trois matchs), dans la semaine du 23 au 29 mars 2009[180], dans la semaine du 13 décembre au 20 décembre 2010[181] (25,7 points, 8,7 passes à 56,4 % aux tirs), dans la semaine du 7 mars au 13 mars 2011[182] (23,7 points à plus de 55 % de réussite au tir et 3 victoires en autant de match), dans la semaine du 30 janvier au 5 février 2012[183] (22,3 points, 8 passes décisives et 1,5 interception en quatre matchs) et dans la semaine du 21 janvier au 27 janvier 2013[184] (24,5 points à 60,6 % de réussite au tir et 9,5 passes en 4 matchs).
- Élu joueur du mois de la Conférence Ouest en janvier 2013[185] (22 points à 56 % de réussite aux tirs, 8 passes décisives, 2,5 rebonds et 1,13 interception en 15 matches, dont 12 remportés par les Spurs).
- Meilleur basketteur européen de l'année FIBA Europe 2013 et 2014, distinction décernée par la FIBA Europe[186],[187].
- All-Europeans Player of the Year 2013, trophée décerné par le site Eurobasket.com[188].
- Lauréat de l'Europlayer 2013, distinction récompensant le meilleur basketteur européen de l'année et attribuée par un jury composé de journalistes, entraîneurs et joueurs européens. Il récolte 283 points, et devance l'Espagnol Marc Gasol et le Grec Vassilis Spanoulis qui obtiennent respectivement 144 points et 135 points. L'écart de 154 points est le plus important enregistré entre un vainqueur et son dauphin depuis la création du trophée[189].
- Lauréat de l'Euroscar Award 2007 (ancien nom de l'Europlayer). Il récolte 128 points, et devance l'Allemand Dirk Nowitzki des Mavericks de Dallas et le Russe Andrei Kirilenko du Jazz de l'Utah qui obtiennent respectivement 111 points et 85 points[190].
- Champion des champions français de L'Équipe 2003 et 2013.
- Élu meilleur joueur du championnat d'Europe junior 2000.
- Meilleur espoir du Paris Basket Racing, meilleur espoir de Pro A en 2001.
- Vice-champion de France minimes avec son club de Mont-Saint-Aignan en 1997.
- Élu dans le meilleur cinq de l'EuroBasket 2003 avec Šarūnas Jasikevičius, Saulius Štombergas, Pau Gasol et Andreï Kirilenko[92].
- Meilleur marqueur et élu dans le meilleur cinq de l'EuroBasket 2011 avec Juan Carlos Navarro, Pau Gasol, Bo McCalebb et Andreï Kirilenko[98].
- Joueur du mois d'octobre 2011 de la Pro A[32].
- MVP de la première journée d'EuroCoupe 2011-2012.
- MVP de l'Eurobasket 2013.
- Meilleur marqueur et élu dans le meilleur cinq de l'Eurobasket 2013 avec Goran Dragić, Marc Gasol, Bojan Bogdanović et Linas Kleiza.
- 4e joueur dans l'histoire de la NBA, à avoir réalisé plus de 4 000 points et 1 000 passes décisives en playoffs (carrière) derrière Michael Jordan, Kobe Bryant et LeBron James[191].
- Maillot retiré : son no 9 est retiré par les Spurs le 11 novembre 2019[192].
- Plus jeune joueur de l'histoire des Spurs en 2000.
- Plus jeune meneur de l'histoire NBA dans un cinq de départ en 2000.
- Premier Français sélectionné au Rookie Game en 2000.
- Nommé « Légende du sport » par le musée national du Sport en juin 2023[193].
- Le 12 août 2023, il fait son entrée au Hall of Fame. Il s'agit du premier Français honoré au Hall of Fame[194],[195].

## Salaires
| Année       | Équipe               | Salaire       |
| ----------- | -------------------- | ------------- |
| 2001-2002   | Spurs de San Antonio | 744 480 $     |
| 2002-2003   | Spurs de San Antonio | 800 400 $     |
| 2003-2004   | Spurs de San Antonio | 856 200 $     |
| 2004-2005   | Spurs de San Antonio | 1 545 441 $   |
| 2005-2006   | Spurs de San Antonio | 8 400 000 $   |
| 2006-2007   | Spurs de San Antonio | 9 450 000 $   |
| 2007-2008   | Spurs de San Antonio | 10 500 000 $  |
| 2008-2009   | Spurs de San Antonio | 11 550 000 $  |
| 2009-2010   | Spurs de San Antonio | 12 600 000 $  |
| 2010-2011   | Spurs de San Antonio | 13 500 000 $  |
| 2011-2012   | Spurs de San Antonio | 12 500 000 $  |
| 2012-2013   | Spurs de San Antonio | 12 500 000 $  |
| 2013-2014   | Spurs de San Antonio | 12 500 000 $  |
| 2014-2015*  | Spurs de San Antonio | 12 500 000 $  |
| 2015-2016   | Spurs de San Antonio | 13 437 500 $  |
| 2016-2017   | Spurs de San Antonio | 14 445 313 $  |
| 2017-2018   | Spurs de San Antonio | 15 453 126 $  |
| 2018-2019   | Hornets de Charlotte | 5 000 000 $   |
| Total Gains |                      | 168 282 460 $ |

Note : * Pour la saison 2014-2015, le salaire moyen d'un joueur évoluant en NBA est de 4 500 000 $.
Tony Parker a touché 11,1 millions d'euros en 2009. En 2011, ses revenus s'élèvent à 12,2 millions d'euros.

## Équipes
Équipes de jeunes
- 1992-1993 :  Fécamp.
- 1993-1996 :  Déville-lès-Rouen.
- 1996-1997 :  Mont-Saint-Aignan Basket Club.

Équipes senior
- 1997-1999 :  Centre fédéral de basket-ball (Nationale 1).
- 1999-2001 :  Paris Basket Racing (Pro A).
- 2001 - 2018 :  Spurs de San Antonio (NBA).
- Octobre-novembre 2011 :  ASVEL Lyon-Villeurbanne (Pro A).
- 2018-2019 :  Hornets de Charlotte (NBA).

## Activités en dehors du basket-ball

### Entrepreneuriat
Au début de sa carrière sportive, il organise des camps de basket-ball à son nom, le Tony Parker Camp, à Fécamp et à Villeurbanne, qui permettent à des jeunes de se perfectionner dans leur jeu et de bénéficier des conseils de Parker. Ce projet s'est développé autour de Parker et de ses amis Gaëtan Müller et Alexis Rambur et s'est concrétisé avec la création de l'association Nine Lives en novembre 2007. Il entreprend des activités médiatiques avec l'émission radio Tony Parker Show entre septembre 2004 à avril 2007, et, de nouveau, du 10 octobre 2011 au 11 avril 2016, avec les journalistes Pierre Dorian et François Giuseppi sur RMC. Il y aborde l'actualité de la NBA, du basket-ball, du sport en général, ainsi que d'autres sujets qui le passionnent tels la musique, le cinéma, les jeux vidéo. Le 7 octobre 2019, Tony Parker est réembauché par RMC et rejoint les chroniqueurs du Super Moscato Show pour la saison 2019-2020.
Au fil des années, il noue de nombreux contrats publicitaires, notamment avec l'équipementier Peak Sport. Tony Parker apparaît dans de nombreuses publicités ciblant spécifiquement les enfants et les adolescents. Il vend en particulier son image pour des contrats avec Nike, remplacé par Peak, un équipementier sportif chinois depuis janvier 2013, Kinder Bueno en 2009, Toupargel, Vitaminwater, SFR, Quick, pour la marque automobile française Renault et Puressentiel en 2014, April, Beats Electronics en 2015 Tissot, notamment, et le site de paris en ligne Betclic.
Il lance des activités économiques tout en s'affirmant comme investisseur dans l'ASVEL. En octobre 2011, lors du tournoi des World Series of Poker Europe, il annonce le lancement d'une équipe de joueurs de poker avec Betclic. En 2013, Tony Parker a lancé sa marque de vêtements pour homme et enfants, Wap Two. Il cofonde l'entreprise avec Olivier Fellous, Remy Fellous et Christophe Boulay.
Au sortir de sa carrière de joueur, il suit le conseil des deux stars Michael Jordan et Magic Johnson d'équilibrer ses investissements entre sport et immobilier. Ainsi, en mai 2019, il acquiert la société qui gère les remontées mécaniques de Villard-Corrençon, dans le massif du Vercors près de Grenoble pour 9 millions d'euros,. Conformément à la législation, l'État lance une participation du public par voie électronique (PPVE) pour évaluer l'avis du public avant de pouvoir délivrer des permis de construire.
Le 19 juin 2019, Tony Parker annonce sa collaboration avec NorthRock Partners, une entreprise de conseil en gestion de patrimoine, dont il devient président de la branche Sports, Artists, and Entertainment. Il est épaulé dans cette tâche par Yohann Sangaré, l'ancien manager général de l'ASVEL. En mai 2020, il entre au conseil d'administration de Colizey, une place de marché axée sur les grandes marques de sport.

### Courses hippiques
En 2020, Tony Parker investit dans les courses de chevaux en créant l'écurie Infinity Nine Horses. En novembre 2021, il achète avec Nicolas Batum le haras de Quétiéville, en Normandie. La pouliche Mangoustine lui offre une première victoire au niveau des courses de groupe en octobre 2021 dans le Prix Miesque (Gr.3), puis un premier classique l'année suivante dans la Poule d'Essai des Pouliches. Les couleurs de l'écurie sont aussi portées par la pouliche Ramatuelle (Prix de la Forêt, 3e 1000 Guineas, Coronation Stakes). Il est également l'ambassadeur de la chaîne Équidia.

### Médias

#### Musique
En octobre 2005, Tony Parker sort le clip Top of the game, avec la participation de Fabolous et Booba, produit par Kore et Skalp. Le video clip est réalisé par Karim Ouaret.
En mars 2007, il sort un album de rap intitulé Tony Parker, sur lequel figurent des invités tels que Jamie Foxx, Booba, K-Reen, Soprano ou Don Choa sur le label de TF1 Music One. L'album est réalisé par DJ Skalp et Parker a coécrit la plupart des chansons sous la conduite du rappeur Éloquence. Eva Longoria fait une apparition dans le clip de sa chanson Balance-toi et une partie de l'équipe des Spurs, Tim Duncan, Robert Horry, Brent Barry et Nazr Mohammed sont présents dans le clip de la chanson. Un deuxième clip, intitulé Premier love, de l'album parait.
Tony Parker voulut sortir un second album mais les critiques et les ventes mitigées du premier le découragèrent, il mit fin à sa carrière musicale.
Discographie
- 2007 : Tony Parker (album)

#### Jeux vidéo
Amateur de jeux vidéo, il est devenu la figure de proue de la version française du jeu NBA Live depuis l'édition 2004. Pour l'édition 2010, il figure sur quasiment l'ensemble des éditions mondiales.
Il est présent sur la jaquette française de NBA 2K16.

#### Cinéma
Parker a produit quelques films indépendants dont le remarqué Birth of a nation. En 2016, il s'est associé avec d'anciens athlètes, dont son ex-partenaire des Spurs Michael Finley, dans la société Argent Pictures,,.
- 2016 : The Birth of a Nation
- 2016 : Meet the Blacks (en)
- 2016 : Amateur Night
- 2017 : The First To Do It
- 2017 : Shock and Awe
- 2017 : Nomis
- 2018 : Escape Plan 2: Hades
- 2019 : Évasion 3 : The Extractors

En tant qu'acteur, il a fait une apparition dans Astérix aux Jeux olympiques dans le rôle de Parkertonix. Le film est sorti le 30 janvier 2008 dans les salles françaises.

#### Télévision
En 2008, Tony Parker coréalise avec Jean-Marie Antonini Tony Parker 9 : un chiffre, un homme, un documentaire qui retrace son parcours et dresse son portrait au travers de différents reportages, documentaires et interviews. Diffusé sur Canal +, France TV et l'Equipe 21, il a été distribué par StudioCanal en DVD. Fin novembre 2019, France 2 révèle que Tony Parker sera au casting de la saison 4 de la série Dix pour cent où il donnera la réplique à Franck Dubosc,.
En 2020, il participera à l'émission d'aventures d'Amazon Prime The Missing One.

#### Documentaire
Le 6 janvier 2021, un documentaire intitulé Tony Parker : The Final Shot (réalisé par Florent Bodin) sort sur la plateforme de vidéo à la demande Netflix. Ce dernier retrace le parcours et la carrière de basket-ball de Tony Parker avec de nombreux témoignages comme ceux de l'ancien joueur des Lakers de Los Angeles Kobe Bryant, de son ami et footballeur Thierry Henry, de l'entraîneur des Spurs de San Antonio Gregg Popovich ou encore de ses anciens coéquipiers Tim Duncan, Manu Ginóbili ou encore David Robinson,.
Un film portrait lui est consacré : Champions de France - Tony Parker série Champions de France de Pascal Blanchard et Rachid Bouchareb, raconté par Philippe Torreton en 2016. [voir en ligne]

#### Communiquant
En 2024, le président de la république démocratique du Congo, Félix Tshisekedi nomme Tony Parker « ambassadeur exclusif » pour les cinq prochaines années.
Tony Parker est recruté par le gouvernement congolais pour faire la promotion du pays auprès de potentiels investisseurs et mettre en relation ces investisseurs avec les entreprises ou le gouvernement congolais.

## Vie personnelle

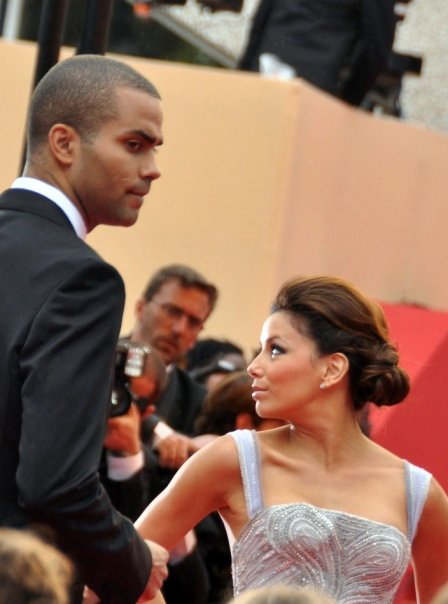
Tony Parker et Eva Longoria au Festival de Cannes (2009).

Tony Parker a été marié avec l'actrice américaine Eva Longoria, une des vedettes de la série Desperate Housewives. La cérémonie civile s'est déroulée à Paris à la mairie du 4e arrondissement, sous l'autorité du maire Bertrand Delanoë ; la cérémonie religieuse se déroulant à l'église Saint-Germain-l'Auxerrois dans le premier arrondissement de Paris. Les festivités se sont déroulées également le 7 juillet 2007 au château de Vaux-le-Vicomte. Tony Parker et Eva Longoria s'étaient rencontrés dans le vestiaire des Spurs à l'issue d'un match en novembre 2004.
Fin 2007, une jeune femme, fait diffuser sur Internet la rumeur d'avoir eu une relation intime avec Tony Parker. Le joueur porte plainte contre le site en question et demande 20 millions de dollars de dommages et intérêts.
Le 17 novembre 2010, Tony Parker et Eva Longoria annoncent leur divorce. La distance et d'éventuelles infidélités du basketteur semblent alors être une des causes de la rupture du couple au bout de 6 ans de relation et de 3 ans de mariage.
Deux de ses frères sont basketteurs professionnels. Son frère cadet, Terence (dit TJ), a évolué à l'ASVEL Lyon-Villeurbanne, club dont Tony est actionnaire et Président. Il a passé trois saisons en NCAA, à l'université Northwestern. Il est en 2019 entraîneur adjoint à l'ASVEL. Le benjamin de la fratrie, Pierre, a également joué dans le championnat universitaire américain, à l'Université Loyola de Chicago, comme son père, ainsi qu'à l'université du Texas à San Antonio. Il évolue ensuite en Nationale 3 à Cergy après une première expérience dans l'équipe réserve d'Aix Maurienne en Nationale 2.
Tony Parker s'unit fin 2011 avec Axelle Francine, une journaliste française. Ils se fiancent durant l'été 2013. Le 29 avril 2014, un fils, Josh, naît de cette relation. Ils se marient le 2 août 2014. Le 1er février 2016, il annonce que son épouse attend un second garçon, Liam, qui nait le 29 juillet 2016. Il annonce cependant sur les réseaux sociaux leur séparation le 3 août 2020 après 9 ans de vie commune. Son parrain est également un ancien joueur français de basket-ball, Jean-Pierre Staelens.
Le 21 mars 2021, Tony Parker et la joueuse de tennis Alizé Lim confirment être en couple.
Le 8 février 2024, Tony Parker annonce leur séparation sur son compte Instagram. 
Tony Parker est le propriétaire d'un « superyacht » baptisé Infinity Nine (en référence à son numéro de maillot) construit par AvA Yachts.

## Engagements

### Actions caritatives
Il est le premier ambassadeur de la fondation Make-A-Wish France, aux côtés de Marion Jollès, Melissa Mourer Ordener et Jean-Alain Boumsong. Cette association réalise les vœux d'enfants gravement malades. Il a participé, avec sa femme Eva Longoria, son frère et des amis, au jeu Fort Boyard diffusé le 27 juin 2009, sur France 2. Pour la vente des vins des hospices de Beaune 2019, dont il est l'un des quatre présidents avec Ophélie Meunier, Christophe Lambert et François-Xavier Demaison, la moitié de la vente de la pièce des présidents va à l'association qu'il parraine (Institut du cerveau et de la moelle épinière),.
La première édition de ces camps de basket Tony Parker Camp s'est tenue en 2008, des matchs de gala ont été organisés en parallèle, les 19 et 20 juillet à Rouen et Fécamp, opposant l'équipe de Parker à l'équipe de son frère, TJ, réunissant des joueurs tels que Boris Diaw, Ronny Turiaf, Ian Mahinmi et Yohann Sangaré au bénéfice de la Make-A-Wish France.
Sur trois semaines, la seconde est réservée aux minimes et cadets nationaux, les autres ouvertes à tous, avec un tiers de filles. « Ce n'est pas un endroit comme les autres. C'est un camp où il y a les plus grands coachs en France et donc où les jeunes peuvent progresser » […] « Mon but, c'est de créer une Summer League avec des enfants de 16 à 20 ans. Qu'ils puissent vraiment progresser et surtout qu'ils ne passent pas un été sans jouer au basket ».

### Politique
Il a exprimé son soutien à Barack Obama lors de l'élection présidentielle américaine de 2008. Discret sur ses opinions politiques, il réagit cependant en septembre 2016 aux propos de Nicolas Sarkozy, candidat à la primaire présidentielle des Républicains, qui affirmait « au moment où vous devenez Français, vos ancêtres, ce sont les Gaulois » en répliquant « Moi je suis né en Belgique, d'une mère hollandaise, d'un père américain : je suis la parfaite définition du fait qu'on peut être français en venant de n'importe où [...] Être français, c'est dans ton cœur : tu sais d'où tu viens, où t'as grandi. C'est pour ça que pour moi ça a toujours été important de jouer en équipe de France, parce que je suis très fier d'être français. T'as pas besoin d'être né en France pour te considérer français, c'est à toi de le montrer avec tes actes. Je pense que c'est ce que j'ai fait avec l'équipe de France. »

## Distinctions
- Chevalier de la Légion d'honneur (2007)[253]. La distinction lui a été remise par le président de la République Nicolas Sarkozy, le 28 septembre 2007 à l'occasion d'une cérémonie au palais de l'Élysée.
- Officier de l'ordre national du Mérite (2014)[254]. La distinction lui a été remise par le président de l'Olympique lyonnais Jean-Michel Aulas, le 3 octobre 2019 à l'hôtel de ville de Lyon en présence du maire Gérard Collomb[126].

## Hommages
En 2005, Tony Parker devient le premier joueur de basket-ball à avoir sa marionnette au sein de l'émission Guignols de l'info.
Le 7 octobre 2006, une statue lui est dédiée au musée Grévin. Il est le premier joueur de basket-ball à entrer au musée.
Le 22 septembre 2010, il inaugure à Charenton-le-Pont, deux gymnases contigus qui portent son nom, les gymnases Tony-Parker sur l’Île Martinet.
Tony Parker est cité dans le 21e épisode de la saison 17 des Simpson intitulé Le Vrai Descendant du singe (2006) où Bart écartelant Milhouse sur une table des supplices, lui dit d'arrêter de se plaindre s'il veut ressembler à Tony Parker (en version originale, Bart parle de Shaquille O'Neal, moins connu par le public français).
Il donne aussi son nom à la série télévisée d'animation Baskup - Tony Parker et à un personnage de cette série, dont la première saison est diffusée en 2011 sur M6. La série produite connait une seconde saison diffusée en 2014.

#### Basket-ball
- Liste des joueurs en NBA ayant joué plus de 1 000 matchs en carrière.
- Liste des joueurs en NBA ayant joué le plus de matchs en playoffs.
- Liste des joueurs les plus assidus en NBA en playoffs.
- Liste des meilleurs marqueurs en NBA en carrière.
- Liste des meilleurs marqueurs en NBA en playoffs.
- Liste des meilleurs passeurs en NBA en carrière.
- Liste des meilleurs passeurs en NBA en playoffs.
- Liste des joueurs NBA ayant perdu le plus de ballons en carrière.
- Liste des joueurs NBA ayant perdu le plus de ballons en playoffs.

#### Divertissement
- Tony Parker Show.
- Tony Parker (album).